# فهرست خورشیدگرفتگی‌های سده ۵ (پیش از میلاد)
این فهرست شامل خورشیدگرفتگی‌های سدهٔ پنجم پیش از میلاد است که در طی دورهٔ سال ۴۰۱ پیش از میلاد تا ۵۰۰ پیش از میلاد روی داده‌اند. در این دوره، ۲۴۱ خورشیدگرفتگی رخ داد که ۸۴ مورد آن خورشیدگرفتگی جزئی، ۷۸ مورد خورشیدگرفتگی حلقه‌ای، ۶۲ خورشیدگرفتگی کامل و ۱۷ مورد نیز از نوع خورشیدگرفتگی مرکب بود.
| تاریخ          | زمان بزرگ‌ترین گرفت | چرخه ساروس | نوع    | قدر    | مدت زمان            | مکان                                            | مسیر گرفتگی            | ناحیه جغرافیایی | منبع(ها) |
| -------------- | ------------------ | ---------- | ------ | ------ | ------------------- | ----------------------------------------------- | ---------------------- | --------------- | -------- |
| ۱۹ آوریل ۵۰۰   | ۱۳:۱۶:۳۹           | ۴۰         | جزئی   | ۰٫۹۶۱۷ | —                   | ۷۱°۱۲′شمالی ۶۵°۴۸′غربی / ۷۱٫۲°شمالی ۶۵٫۸°غربی   | —                      |                 | [ ۱ ]    |
| ۱۴ اکتبر ۵۰۰   | ۰۷:۰۹:۵۶           | ۴۵         | حلقه‌ای | ۰٫۹۵۴۰ | ۰۳ دقیقه و ۴۰ ثانیه | ۶۱°۱۲′جنوبی ۱۰۹°۰۶′شرقی / ۶۱٫۲°جنوبی ۱۰۹٫۱°شرقی | ۳۳۳ کیلومتر (۲۰۷ مایل) |                 | [ ۱ ]    |
| ۹ آوریل ۴۹۹    | ۰۱:۳۸:۴۵           | ۵۰         | Total  | ۱٫۰۵۴۰ | ۰۴ دقیقه و ۵۴ ثانیه | ۱۷°۰۶′شمالی ۱۳۶°۴۸′غربی / ۱۷٫۱°شمالی ۱۳۶٫۸°غربی | ۱۸۳ کیلومتر (۱۱۴ مایل) |                 | [ ۱ ]    |
| ۳ اکتبر ۴۹۹    | ۰۹:۲۳:۵۷           | ۵۵         | حلقه‌ای | ۰٫۹۲۶۶ | ۰۹ دقیقه و ۲۹ ثانیه | ۱۱°۲۴′جنوبی ۱۰۵°۰۶′شرقی / ۱۱٫۴°جنوبی ۱۰۵٫۱°شرقی | ۲۸۰ کیلومتر (۱۷۰ مایل) |                 | [ ۱ ]    |
| ۲۹ مارس ۴۹۸    | ۱۸:۱۱:۱۸           | ۶۰         | Total  | ۱٫۰۷۰۸ | ۰۵ دقیقه و ۴۷ ثانیه | ۲۸°۲۴′جنوبی ۹°۳۶′غربی / ۲۸٫۴°جنوبی ۹٫۶°غربی     | ۲۶۷ کیلومتر (۱۶۶ مایل) |                 | [ ۱ ]    |
| ۲۲ سپتامبر ۴۹۸ | ۰۸:۵۰:۰۰           | ۶۵         | حلقه‌ای | ۰٫۹۳۳۲ | ۰۷ دقیقه و ۳۲ ثانیه | ۳۲°۵۴′شمالی ۱۲۸°۲۴′شرقی / ۳۲٫۹°شمالی ۱۲۸٫۴°شرقی | ۲۹۰ کیلومتر (۱۸۰ مایل) |                 | [ ۱ ]    |
| ۱۷ فوریه ۴۹۷   | ۲۳:۵۸:۱۰           | ۳۲         | جزئی   | ۰٫۲۳۱۹ | —                   | ۷۰°۲۴′شمالی ۱۴۹°۲۴′غربی / ۷۰٫۴°شمالی ۱۴۹٫۴°غربی | —                      |                 | [ ۱ ]    |
| ۱۸ مارس ۴۹۷    | ۱۰:۱۸:۱۵           | ۷۰         | جزئی   | ۰٫۵۳۰۲ | —                   | ۷۱°۳۶′جنوبی ۱۶۱°۰۶′غربی / ۷۱٫۶°جنوبی ۱۶۱٫۱°غربی | —                      |                 | [ ۱ ]    |
| ۱۲ اوت ۴۹۷     | ۰۱:۱۴:۴۲           | ۳۷         | جزئی   | ۰٫۰۳۳۵ | —                   | ۶۹°۳۰′جنوبی ۱۶۰°۴۸′غربی / ۶۹٫۵°جنوبی ۱۶۰٫۸°غربی | —                      |                 | [ ۱ ]    |
| ۱۰ سپتامبر ۴۹۷ | ۱۳:۰۰:۵۰           | ۷۵         | جزئی   | ۰٫۶۱۶۱ | —                   | ۷۱°۳۰′شمالی ۱۶۷°۴۸′شرقی / ۷۱٫۵°شمالی ۱۶۷٫۸°شرقی | —                      |                 | [ ۱ ]    |
| ۶ فوریه ۴۹۶    | ۰۷:۰۳:۲۷           | ۴۲         | حلقه‌ای | ۰٫۹۴۵۱ | ۰۶ دقیقه و ۲۲ ثانیه | ۳۰°۴۲′شمالی ۱۴۰°۱۸′شرقی / ۳۰٫۷°شمالی ۱۴۰٫۳°شرقی | ۳۰۵ کیلومتر (۱۹۰ مایل) |                 | [ ۱ ]    |
| ۱ اوت ۴۹۶      | ۱۵:۵۷:۳۰           | ۴۷         | Total  | ۱٫۰۶۰۷ | ۰۵ دقیقه و ۱۷ ثانیه | ۲۹°۰۰′جنوبی ۵°۳۶′شرقی / ۲۹٫۰°جنوبی ۵٫۶°شرقی     | ۳۰۴ کیلومتر (۱۸۹ مایل) |                 | [ ۱ ]    |
| ۲۶ ژانویه ۴۹۵  | ۰۷:۳۳:۵۱           | ۵۲         | حلقه‌ای | ۰٫۹۲۴۵ | ۱۰ دقیقه و ۲۴ ثانیه | ۱۷°۲۴′جنوبی ۱۴۱°۱۸′شرقی / ۱۷٫۴°جنوبی ۱۴۱٫۳°شرقی | ۲۸۵ کیلومتر (۱۷۷ مایل) |                 | [ ۱ ]    |
| ۲۲ ژوئیه ۴۹۵   | ۰۸:۵۳:۵۴           | ۵۷         | Total  | ۱٫۰۶۷۴ | ۰۶ دقیقه و ۱۱ ثانیه | ۲۰°۱۲′شمالی ۱۱۷°۳۶′شرقی / ۲۰٫۲°شمالی ۱۱۷٫۶°شرقی | ۲۲۰ کیلومتر (۱۴۰ مایل) |                 | [ ۱ ]    |
| ۱۵ ژانویه ۴۹۴  | ۰۷:۵۱:۱۱           | ۶۲         | حلقه‌ای | ۰٫۹۴۰۷ | ۰۵ دقیقه و ۱۲ ثانیه | ۶۲°۳۰′جنوبی ۱۴۰°۰۶′شرقی / ۶۲٫۵°جنوبی ۱۴۰٫۱°شرقی | ۲۸۸ کیلومتر (۱۷۹ مایل) |                 | [ ۱ ]    |
| ۱۱ ژوئیه ۴۹۴   | ۲۳:۲۲:۲۷           | ۶۷         | Total  | ۱٫۰۱۸۳ | ۰۱ دقیقه و ۱۶ ثانیه | ۷۱°۰۰′شمالی ۱۰۰°۵۴′غربی / ۷۱٫۰°شمالی ۱۰۰٫۹°غربی | ۹۳ کیلومتر (۵۸ مایل)   |                 | [ ۱ ]    |
| ۶ دسامبر ۴۹۴   | ۰۱:۵۳:۲۰           | ۳۴         | جزئی   | ۰٫۱۲۹۶ | —                   | ۶۳°۴۸′شمالی ۱۰۴°۱۸′غربی / ۶۳٫۸°شمالی ۱۰۴٫۳°غربی | —                      |                 | [ ۱ ]    |
| ۴ ژانویه ۴۹۳   | ۱۴:۲۵:۵۹           | ۷۲         | جزئی   | ۰٫۴۵۲۴ | —                   | ۶۶°۳۰′جنوبی ۱۳۹°۰۰′غربی / ۶۶٫۵°جنوبی ۱۳۹٫۰°غربی | —                      |                 | [ ۱ ]    |
| ۳۱ مه ۴۹۳      | ۱۷:۴۵:۱۰           | ۳۹         | جزئی   | ۰٫۵۵۱۸ | —                   | ۶۳°۱۸′جنوبی ۲۲°۲۴′شرقی / ۶۳٫۳°جنوبی ۲۲٫۴°شرقی   | —                      |                 | [ ۱ ]    |
| ۲۴ نوامبر ۴۹۳  | ۱۶:۵۰:۱۸           | ۴۴         | Total  | ۱٫۰۳۹۵ | ۰۳ دقیقه و ۲۱ ثانیه | ۲۹°۲۴′شمالی ۱۲°۴۲′شرقی / ۲۹٫۴°شمالی ۱۲٫۷°شرقی   | ۲۱۱ کیلومتر (۱۳۱ مایل) |                 | [ ۱ ]    |
| ۲۰ مه ۴۹۲      | ۱۸:۲۲:۵۹           | ۴۹         | حلقه‌ای | ۰٫۹۵۲۲ | ۰۵ دقیقه و ۵۸ ثانیه | ۸°۳۶′جنوبی ۱۷°۱۲′غربی / ۸٫۶°جنوبی ۱۷٫۲°غربی     | ۱۹۷ کیلومتر (۱۲۲ مایل) |                 | [ ۱ ]    |
| ۱۴ نوامبر ۴۹۲  | ۰۸:۰۱:۳۸           | ۵۴         | Total  | ۱٫۰۲۴۱ | ۰۲ دقیقه و ۱۵ ثانیه | ۱۰°۳۰′جنوبی ۱۳۰°۰۶′شرقی / ۱۰٫۵°جنوبی ۱۳۰٫۱°شرقی | ۸۳ کیلومتر (۵۲ مایل)   |                 | [ ۱ ]    |
| ۹ مه ۴۹۱       | ۲۲:۱۸:۳۵           | ۵۹         | حلقه‌ای | ۰٫۹۹۲۴ | ۰۰ دقیقه و ۴۳ ثانیه | ۳۱°۳۶′شمالی ۹۴°۰۰′غربی / ۳۱٫۶°شمالی ۹۴٫۰°غربی   | ۲۸ کیلومتر (۱۷ مایل)   |                 | [ ۱ ]    |
| ۳ نوامبر ۴۹۱   | ۱۸:۵۱:۱۱           | ۶۴         | حلقه‌ای | ۰٫۹۶۸۲ | ۰۲ دقیقه و ۴۲ ثانیه | ۴۵°۲۴′جنوبی ۵۶°۱۸′غربی / ۴۵٫۴°جنوبی ۵۶٫۳°غربی   | ۱۴۰ کیلومتر (۸۷ مایل)  |                 | [ ۱ ]    |
| ۳۱ مارس ۴۹۰    | ۰۱:۲۶:۵۶           | ۳۱         | جزئی   | ۰٫۰۴۱۸ | —                   | ۶۰°۵۴′جنوبی ۴۲°۱۸′غربی / ۶۰٫۹°جنوبی ۴۲٫۳°غربی   | —                      |                 | [ ۱ ]    |
| ۲۹ آوریل ۴۹۰   | ۰۹:۲۴:۱۷           | ۶۹         | جزئی   | ۰٫۹۳۴۲ | —                   | ۶۱°۲۴′شمالی ۵°۰۰′غربی / ۶۱٫۴°شمالی ۵٫۰°غربی     | —                      |                 | [ ۱ ]    |
| ۲۳ اکتبر ۴۹۰   | ۲۲:۲۶:۳۹           | ۷۴         | جزئی   | ۰٫۴۰۷۲ | —                   | ۶۱°۰۶′جنوبی ۱۶۳°۰۶′شرقی / ۶۱٫۱°جنوبی ۱۶۳٫۱°شرقی | —                      |                 | [ ۱ ]    |
| ۱۹ مارس ۴۸۹    | ۱۸:۱۶:۳۹           | ۴۱         | Total  | ۱٫۰۶۰۳ | ۰۴ دقیقه و ۰۳ ثانیه | ۴۶°۳۶′جنوبی ۱۳°۱۲′شرقی / ۴۶٫۶°جنوبی ۱۳٫۲°شرقی   | ۳۲۱ کیلومتر (۱۹۹ مایل) |                 | [ ۱ ]    |
| ۱۲ سپتامبر ۴۸۹ | ۰۴:۱۷:۰۶           | ۴۶         | حلقه‌ای | ۰٫۹۳۵۹ | ۰۴ دقیقه و ۳۰ ثانیه | ۶۱°۳۶′شمالی ۹۷°۰۰′غربی / ۶۱٫۶°شمالی ۹۷٫۰°غربی   | ۱۳۲ کیلومتر (۸۲ مایل)  |                 | [ ۱ ]    |
| ۹ مارس ۴۸۸     | ۰۹:۲۱:۲۸           | ۵۱         | Total  | ۱٫۰۲۵۳ | ۰۲ دقیقه و ۱۷ ثانیه | ۱۰°۵۴′جنوبی ۱۱۵°۴۸′شرقی / ۱۰٫۹°جنوبی ۱۱۵٫۸°شرقی | ۸۶ کیلومتر (۵۳ مایل)   |                 | [ ۱ ]    |
| ۱ سپتامبر ۴۸۸  | ۱۰:۳۹:۴۷           | ۵۶         | مرکب   | ۱٫۰۰۲۳ | ۰۰ دقیقه و ۱۳ ثانیه | ۲۱°۳۰′شمالی ۹۶°۲۴′شرقی / ۲۱٫۵°شمالی ۹۶٫۴°شرقی   | ۸ کیلومتر (۵٫۰ مایل)   |                 | [ ۱ ]    |
| ۲۶ فوریه ۴۸۷   | ۱۸:۲۴:۰۹           | ۶۱         | حلقه‌ای | ۰٫۹۶۲۴ | ۰۳ دقیقه و ۴۸ ثانیه | ۲۸°۰۰′شمالی ۴۲°۱۲′غربی / ۲۸٫۰°شمالی ۴۲٫۲°غربی   | ۱۸۲ کیلومتر (۱۱۳ مایل) |                 | [ ۱ ]    |
| ۲۲ اوت ۴۸۷     | ۰۰:۰۱:۲۷           | ۶۶         | Total  | ۱٫۰۵۲۲ | ۰۴ دقیقه و ۳۳ ثانیه | ۱۴°۱۲′جنوبی ۱۲۲°۳۰′غربی / ۱۴٫۲°جنوبی ۱۲۲٫۵°غربی | ۲۰۰ کیلومتر (۱۲۰ مایل) |                 | [ ۱ ]    |
| ۱۷ ژانویه ۴۸۶  | ۰۲:۰۸:۱۷           | ۳۳         | جزئی   | ۰٫۰۰۶۶ | —                   | ۶۳°۴۲′جنوبی ۶°۳۶′شرقی / ۶۳٫۷°جنوبی ۶٫۶°شرقی     | —                      |                 | [ ۱ ]    |
| ۱۵ فوریه ۴۸۶   | ۲۰:۱۵:۴۴           | ۷۱         | جزئی   | ۰٫۲۱۹۱ | —                   | ۶۱°۴۲′شمالی ۱۱۰°۰۶′غربی / ۶۱٫۷°شمالی ۱۱۰٫۱°غربی | —                      |                 | [ ۱ ]    |
| ۱۳ ژوئیه ۴۸۶   | ۰۸:۵۱:۴۰           | ۳۸         | جزئی   | ۰٫۳۷۵۴ | —                   | ۶۴°۳۰′شمالی ۸۹°۴۸′غربی / ۶۴٫۵°شمالی ۸۹٫۸°غربی   | —                      |                 | [ ۱ ]    |
| ۱۱ اوت ۴۸۶     | ۱۶:۳۹:۴۱           | ۷۶         | جزئی   | ۰٫۶۰۳۶ | —                   | ۶۲°۱۸′جنوبی ۵۱°۵۴′غربی / ۶۲٫۳°جنوبی ۵۱٫۹°غربی   | —                      |                 | [ ۱ ]    |
| ۶ ژانویه ۴۸۵   | ۰۳:۴۳:۳۱           | ۴۳         | حلقه‌ای | ۰٫۹۴۸۸ | ۰۳ دقیقه و ۳۸ ثانیه | ۷۷°۱۸′جنوبی ۱۲۱°۲۴′غربی / ۷۷٫۳°جنوبی ۱۲۱٫۴°غربی | ۳۵۰ کیلومتر (۲۲۰ مایل) |                 | [ ۱ ]    |
| ۱ ژوئیه ۴۸۵    | ۲۱:۵۵:۴۲           | ۴۸         | مرکب   | ۱٫۰۰۵۵ | ۰۰ دقیقه و ۲۵ ثانیه | ۶۲°۳۰′شمالی ۶۹°۵۴′غربی / ۶۲٫۵°شمالی ۶۹٫۹°غربی   | ۲۵ کیلومتر (۱۶ مایل)   |                 | [ ۱ ]    |
| ۲۵ دسامبر ۴۸۵  | ۱۲:۲۰:۳۰           | ۵۳         | مرکب   | ۱٫۰۰۹۵ | ۰۰ دقیقه و ۵۵ ثانیه | ۲۹°۵۴′جنوبی ۶۶°۳۶′شرقی / ۲۹٫۹°جنوبی ۶۶٫۶°شرقی   | ۳۳ کیلومتر (۲۱ مایل)   |                 | [ ۱ ]    |
| ۲۱ ژوئن ۴۸۴    | ۰۴:۰۰:۴۴           | ۵۸         | حلقه‌ای | ۰٫۹۶۱۸ | ۰۴ دقیقه و ۵۸ ثانیه | ۱۵°۳۶′شمالی ۱۷۱°۴۸′غربی / ۱۵٫۶°شمالی ۱۷۱٫۸°غربی | ۱۴۰ کیلومتر (۸۷ مایل)  |                 | [ ۱ ]    |
| ۱۵ دسامبر ۴۸۴  | ۰۲:۳۶:۴۰           | ۶۳         | Total  | ۱٫۰۴۱۹ | ۰۴ دقیقه و ۰۳ ثانیه | ۱۱°۳۶′شمالی ۱۴۹°۴۸′غربی / ۱۱٫۶°شمالی ۱۴۹٫۸°غربی | ۱۷۰ کیلومتر (۱۱۰ مایل) |                 | [ ۱ ]    |
| ۱۰ ژوئن ۴۸۳    | ۰۴:۵۱:۵۷           | ۶۸         | حلقه‌ای | ۰٫۹۴۱۷ | ۰۶ دقیقه و ۲۶ ثانیه | ۴۳°۱۸′جنوبی ۱۷۷°۴۸′شرقی / ۴۳٫۳°جنوبی ۱۷۷٫۸°شرقی | ۵۲۴ کیلومتر (۳۲۶ مایل) |                 | [ ۱ ]    |
| ۵ نوامبر ۴۸۳   | ۰۶:۲۳:۲۲           | ۳۵         | جزئی   | ۰٫۰۷۶۷ | —                   | ۷۰°۲۴′جنوبی ۱۶°۰۶′شرقی / ۷۰٫۴°جنوبی ۱۶٫۱°شرقی   | —                      |                 | [ ۱ ]    |
| ۴ دسامبر ۴۸۳   | ۱۸:۱۱:۰۷           | ۷۳         | جزئی   | ۰٫۵۶۱۱ | —                   | ۶۷°۴۸′شمالی ۱۳°۲۴′غربی / ۶۷٫۸°شمالی ۱۳٫۴°غربی   | —                      |                 | [ ۱ ]    |
| ۳۰ آوریل ۴۸۲   | ۲۰:۱۶:۴۶           | ۴۰         | جزئی   | ۰٫۸۳۸۵ | —                   | ۷۰°۳۶′شمالی ۱۷۴°۳۶′شرقی / ۷۰٫۶°شمالی ۱۷۴٫۶°شرقی | —                      |                 | [ ۱ ]    |
| ۲۵ اکتبر ۴۸۲   | ۱۵:۱۹:۱۳           | ۴۵         | حلقه‌ای | ۰٫۹۴۸۹ | ۰۳ دقیقه و ۵۴ ثانیه | ۶۶°۴۲′جنوبی ۱۹°۵۴′غربی / ۶۶٫۷°جنوبی ۱۹٫۹°غربی   | ۳۹۱ کیلومتر (۲۴۳ مایل) |                 | [ ۱ ]    |
| ۱۹ آوریل ۴۸۱   | ۰۹:۰۷:۳۱           | ۵۰         | Total  | ۱٫۰۵۸۵ | ۰۵ دقیقه و ۰۷ ثانیه | ۲۵°۰۰′شمالی ۱۰۷°۳۰′شرقی / ۲۵٫۰°شمالی ۱۰۷٫۵°شرقی | ۲۰۱ کیلومتر (۱۲۵ مایل) |                 | [ ۱ ]    |
| ۱۳ اکتبر ۴۸۱   | ۱۷:۰۷:۲۰           | ۵۵         | حلقه‌ای | ۰٫۹۲۳۴ | ۰۹ دقیقه و ۴۹ ثانیه | ۱۷°۰۰′جنوبی ۱۳°۰۰′غربی / ۱۷٫۰°جنوبی ۱۳٫۰°غربی   | ۲۹۵ کیلومتر (۱۸۳ مایل) |                 | [ ۱ ]    |
| ۹ آوریل ۴۸۰    | ۰۱:۵۳:۲۸           | ۶۰         | Total  | ۱٫۰۷۳۷ | ۰۶ دقیقه و ۱۶ ثانیه | ۲۰°۳۶′جنوبی ۱۲۹°۳۶′غربی / ۲۰٫۶°جنوبی ۱۲۹٫۶°غربی | ۲۶۷ کیلومتر (۱۶۶ مایل) |                 | [ ۱ ]    |
| ۲ اکتبر ۴۸۰    | ۱۶:۳۰:۰۱           | ۶۵         | حلقه‌ای | ۰٫۹۳۲۴ | ۰۷ دقیقه و ۵۷ ثانیه | ۲۶°۴۸′شمالی ۱۰°۱۲′شرقی / ۲۶٫۸°شمالی ۱۰٫۲°شرقی   | ۲۸۹ کیلومتر (۱۸۰ مایل) |                 | [ ۱ ]    |
| ۲۸ فوریه ۴۷۹   | ۰۷:۴۹:۲۰           | ۳۲         | جزئی   | ۰٫۱۵۶۳ | —                   | ۷۱°۰۶′شمالی ۷۸°۱۲′شرقی / ۷۱٫۱°شمالی ۷۸٫۲°شرقی   | —                      |                 | [ ۱ ]    |
| ۲۹ مارس ۴۷۹    | ۱۷:۵۷:۴۵           | ۷۰         | جزئی   | ۰٫۶۲۴۰ | —                   | ۷۱°۴۲′جنوبی ۶۸°۴۲′شرقی / ۷۱٫۷°جنوبی ۶۸٫۷°شرقی   | —                      |                 | [ ۱ ]    |
| ۲۱ سپتامبر ۴۷۹ | ۲۰:۵۵:۳۸           | ۷۵         | جزئی   | ۰٫۶۷۳۶ | —                   | ۷۱°۴۸′شمالی ۳۳°۴۲′شرقی / ۷۱٫۸°شمالی ۳۳٫۷°شرقی   | —                      |                 | [ ۱ ]    |
| ۱۷ فوریه ۴۷۸   | ۱۴:۳۷:۲۸           | ۴۲         | حلقه‌ای | ۰٫۹۴۵۱ | ۰۶ دقیقه و ۰۰ ثانیه | ۳۶°۴۲′شمالی ۲۱°۲۴′شرقی / ۳۶٫۷°شمالی ۲۱٫۴°شرقی   | ۳۲۶ کیلومتر (۲۰۳ مایل) |                 | [ ۱ ]    |
| ۱۲ اوت ۴۷۸     | ۲۳:۴۸:۲۳           | ۴۷         | Total  | ۱٫۰۵۷۸ | ۰۴ دقیقه و ۴۶ ثانیه | ۳۵°۴۸′جنوبی ۱۱۷°۴۸′غربی / ۳۵٫۸°جنوبی ۱۱۷٫۸°غربی | ۳۲۱ کیلومتر (۱۹۹ مایل) |                 | [ ۱ ]    |
| ۶ فوریه ۴۷۷    | ۱۵:۰۳:۰۵           | ۵۲         | حلقه‌ای | ۰٫۹۲۷۴ | ۱۰ دقیقه و ۰۰ ثانیه | ۱۲°۵۴′جنوبی ۲۷°۳۰′شرقی / ۱۲٫۹°جنوبی ۲۷٫۵°شرقی   | ۲۷۴ کیلومتر (۱۷۰ مایل) |                 | [ ۱ ]    |
| ۱ اوت ۴۷۷      | ۱۶:۳۵:۳۳           | ۵۷         | Total  | ۱٫۰۶۲۷ | ۰۵ دقیقه و ۵۳ ثانیه | ۱۴°۴۲′شمالی ۰°۳۶′شرقی / ۱۴٫۷°شمالی ۰٫۶°شرقی     | ۲۰۷ کیلومتر (۱۲۹ مایل) |                 | [ ۱ ]    |
| ۲۵ ژانویه ۴۷۶  | ۱۵:۴۳:۰۴           | ۶۲         | حلقه‌ای | ۰٫۹۴۵۹ | ۰۴ دقیقه و ۵۲ ثانیه | ۵۸°۳۰′جنوبی ۲۶°۰۶′شرقی / ۵۸٫۵°جنوبی ۲۶٫۱°شرقی   | ۲۵۵ کیلومتر (۱۵۸ مایل) |                 | [ ۱ ]    |
| ۲۲ ژوئیه ۴۷۶   | ۰۶:۳۹:۰۲           | ۶۷         | Total  | ۱٫۰۱۳۶ | ۰۱ دقیقه و ۰۰ ثانیه | ۶۴°۱۸′شمالی ۱۵۶°۱۲′شرقی / ۶۴٫۳°شمالی ۱۵۶٫۲°شرقی | ۶۴ کیلومتر (۴۰ مایل)   |                 | [ ۱ ]    |
| ۱۶ دسامبر ۴۷۶  | ۱۰:۳۸:۲۳           | ۳۴         | جزئی   | ۰٫۱۳۲۳ | —                   | ۶۴°۴۸′شمالی ۱۱۳°۲۴′شرقی / ۶۴٫۸°شمالی ۱۱۳٫۴°شرقی | —                      |                 | [ ۱ ]    |
| ۱۴ ژانویه ۴۷۵  | ۲۲:۴۹:۳۱           | ۷۲         | جزئی   | ۰٫۴۷۷۸ | —                   | ۶۷°۳۰′جنوبی ۸۲°۵۴′شرقی / ۶۷٫۵°جنوبی ۸۲٫۹°شرقی   | —                      |                 | [ ۱ ]    |
| ۱۲ ژوئن ۴۷۵    | ۰۰:۰۸:۱۰           | ۳۹         | جزئی   | ۰٫۴۰۰۵ | —                   | ۶۴°۰۶′جنوبی ۸۴°۱۲′غربی / ۶۴٫۱°جنوبی ۸۴٫۲°غربی   | —                      |                 | [ ۱ ]    |
| ۱۱ ژوئیه ۴۷۵   | ۱۴:۰۹:۳۹           | ۷۷         | جزئی   | ۰٫۱۱۹۳ | —                   | ۶۶°۴۸′شمالی ۱۴۲°۲۴′غربی / ۶۶٫۸°شمالی ۱۴۲٫۴°غربی | —                      |                 | [ ۱ ]    |
| ۶ دسامبر ۴۷۵   | ۰۱:۴۴:۵۱           | ۴۴         | Total  | ۱٫۰۳۹۷ | ۰۳ دقیقه و ۲۷ ثانیه | ۲۸°۲۴′شمالی ۱۲۵°۱۲′غربی / ۲۸٫۴°شمالی ۱۲۵٫۲°غربی | ۲۱۳ کیلومتر (۱۳۲ مایل) |                 | [ ۱ ]    |
| ۱ ژوئن ۴۷۴     | ۰۰:۴۳:۵۵           | ۴۹         | حلقه‌ای | ۰٫۹۵۳۰ | ۰۵ دقیقه و ۵۹ ثانیه | ۱۲°۳۶′جنوبی ۱۱۳°۴۸′غربی / ۱۲٫۶°جنوبی ۱۱۳٫۸°غربی | ۲۰۷ کیلومتر (۱۲۹ مایل) |                 | [ ۱ ]    |
| ۲۵ نوامبر ۴۷۴  | ۱۶:۴۸:۴۳           | ۵۴         | Total  | ۱٫۰۲۱۳ | ۰۲ دقیقه و ۰۳ ثانیه | ۱۳°۱۲′جنوبی ۲°۴۲′غربی / ۱۳٫۲°جنوبی ۲٫۷°غربی     | ۷۳ کیلومتر (۴۵ مایل)   |                 | [ ۱ ]    |
| ۲۰ مه ۴۷۳      | ۰۵:۰۶:۵۰           | ۵۹         | حلقه‌ای | ۰٫۹۹۷۰ | ۰۰ دقیقه و ۱۷ ثانیه | ۳۰°۳۰′شمالی ۱۶۵°۲۴′شرقی / ۳۰٫۵°شمالی ۱۶۵٫۴°شرقی | ۱۱ کیلومتر (۶٫۸ مایل)  |                 | [ ۱ ]    |
| ۱۴ نوامبر ۴۷۳  | ۰۳:۱۵:۱۹           | ۶۴         | حلقه‌ای | ۰٫۹۶۴۳ | ۰۳ دقیقه و ۰۱ ثانیه | ۴۹°۳۰′جنوبی ۱۷۷°۲۴′شرقی / ۴۹٫۵°جنوبی ۱۷۷٫۴°شرقی | ۱۵۸ کیلومتر (۹۸ مایل)  |                 | [ ۱ ]    |
| ۹ مه ۴۷۲       | ۱۶:۴۱:۴۹           | ۶۹         | Total  | ۱٫۰۳۸۶ | ۰۲ دقیقه و ۰۶ ثانیه | ۶۷°۱۸′شمالی ۹۲°۳۶′غربی / ۶۷٫۳°شمالی ۹۲٫۶°غربی   | ۵۰۹ کیلومتر (۳۱۶ مایل) |                 | [ ۱ ]    |
| ۳ نوامبر ۴۷۲   | ۰۶:۲۴:۵۲           | ۷۴         | جزئی   | ۰٫۴۲۰۸ | —                   | ۶۱°۳۰′جنوبی ۳۳°۳۰′شرقی / ۶۱٫۵°جنوبی ۳۳٫۵°شرقی   | —                      |                 | [ ۱ ]    |
| ۳۱ مارس ۴۷۱    | ۰۲:۰۴:۴۶           | ۴۱         | Total  | ۱٫۰۶۰۴ | ۰۴ دقیقه و ۰۳ ثانیه | ۴۷°۰۶′جنوبی ۱۰۲°۵۴′غربی / ۴۷٫۱°جنوبی ۱۰۲٫۹°غربی | ۳۷۲ کیلومتر (۲۳۱ مایل) |                 | [ ۱ ]    |
| ۲۳ سپتامبر ۴۷۱ | ۱۱:۵۴:۰۷           | ۴۶         | حلقه‌ای | ۰٫۹۵۱۴ | —                   | ۶۰°۳۶′شمالی ۱۶۳°۲۴′شرقی / ۶۰٫۶°شمالی ۱۶۳٫۴°شرقی | —                      |                 | [ ۱ ]    |
| ۲۰ مارس ۴۷۰    | ۱۷:۰۲:۲۴           | ۵۱         | Total  | ۱٫۰۲۵۰ | ۰۲ دقیقه و ۱۵ ثانیه | ۹°۱۲′جنوبی ۰°۱۲′غربی / ۹٫۲°جنوبی ۰٫۲°غربی       | ۸۶ کیلومتر (۵۳ مایل)   |                 | [ ۱ ]    |
| ۱۲ سپتامبر ۴۷۰ | ۱۸:۳۴:۲۸           | ۵۶         | مرکب   | ۱٫۰۰۲۳ | ۰۰ دقیقه و ۱۳ ثانیه | ۱۹°۰۶′شمالی ۲۳°۰۰′غربی / ۱۹٫۱°شمالی ۲۳٫۰°غربی   | ۸ کیلومتر (۵٫۰ مایل)   |                 | [ ۱ ]    |
| ۹ مارس ۴۶۹     | ۰۱:۴۶:۰۱           | ۶۱         | حلقه‌ای | ۰٫۹۶۳۳ | ۰۳ دقیقه و ۳۹ ثانیه | ۲۸°۰۶′شمالی ۱۵۴°۱۸′غربی / ۲۸٫۱°شمالی ۱۵۴٫۳°غربی | ۱۶۹ کیلومتر (۱۰۵ مایل) |                 | [ ۱ ]    |
| ۱ سپتامبر ۴۶۹  | ۰۸:۰۵:۳۵           | ۶۶         | Total  | ۱٫۰۵۱۳ | ۰۴ دقیقه و ۲۱ ثانیه | ۱۴°۵۴′جنوبی ۱۱۴°۴۲′شرقی / ۱۴٫۹°جنوبی ۱۱۴٫۷°شرقی | ۱۹۱ کیلومتر (۱۱۹ مایل) |                 | [ ۱ ]    |
| ۲۶ فوریه ۴۶۸   | ۰۳:۲۸:۴۶           | ۷۱         | جزئی   | ۰٫۲۹۰۸ | —                   | ۶۱°۱۲′شمالی ۱۳۱°۳۰′شرقی / ۶۱٫۲°شمالی ۱۳۱٫۵°شرقی | —                      |                 | [ ۱ ]    |
| ۲۳ ژوئیه ۴۶۸   | ۱۶:۲۴:۳۲           | ۳۸         | جزئی   | ۰٫۲۵۴۴ | —                   | ۶۳°۳۶′شمالی ۱۴۶°۰۶′شرقی / ۶۳٫۶°شمالی ۱۴۶٫۱°شرقی | —                      |                 | [ ۱ ]    |
| ۲۲ اوت ۴۶۸     | ۰۰:۳۶:۵۸           | ۷۶         | جزئی   | ۰٫۶۸۸۹ | —                   | ۶۱°۴۲′جنوبی ۱۷۸°۲۴′شرقی / ۶۱٫۷°جنوبی ۱۷۸٫۴°شرقی | —                      |                 | [ ۱ ]    |
| ۱۶ ژانویه ۴۶۷  | ۱۱:۴۷:۵۵           | ۴۳         | حلقه‌ای | ۰٫۹۵۳۳ | ۰۳ دقیقه و ۱۶ ثانیه | ۷۴°۰۶′جنوبی ۱۲۷°۲۴′شرقی / ۷۴٫۱°جنوبی ۱۲۷٫۴°شرقی | ۳۲۸ کیلومتر (۲۰۴ مایل) |                 | [ ۱ ]    |
| ۱۳ ژوئیه ۴۶۷   | ۰۴:۵۹:۵۲           | ۴۸         | حلقه‌ای | ۰٫۹۹۸۹ | ۰۰ دقیقه و ۰۵ ثانیه | ۶۶°۱۲′شمالی ۱۶۵°۴۸′غربی / ۶۶٫۲°شمالی ۱۶۵٫۸°غربی | ۵ کیلومتر (۳٫۱ مایل)   |                 | [ ۱ ]    |
| ۵ ژانویه ۴۶۶   | ۲۰:۵۴:۱۷           | ۵۳         | مرکب   | ۱٫۰۱۴۱ | ۰۱ دقیقه و ۲۰ ثانیه | ۲۹°۴۸′جنوبی ۶۱°۰۶′غربی / ۲۹٫۸°جنوبی ۶۱٫۱°غربی   | ۴۹ کیلومتر (۳۰ مایل)   |                 | [ ۱ ]    |
| ۲ ژوئیه ۴۶۶    | ۱۰:۳۱:۴۳           | ۵۸         | حلقه‌ای | ۰٫۹۵۸۴ | ۰۵ دقیقه و ۱۶ ثانیه | ۲۰°۳۶′شمالی ۸۹°۴۲′شرقی / ۲۰٫۶°شمالی ۸۹٫۷°شرقی   | ۱۵۲ کیلومتر (۹۴ مایل)  |                 | [ ۱ ]    |
| ۲۶ دسامبر ۴۶۶  | ۱۱:۲۶:۲۲           | ۶۳         | Total  | ۱٫۰۴۴۰ | ۰۴ دقیقه و ۱۴ ثانیه | ۱۰°۴۲′شمالی ۷۵°۰۶′شرقی / ۱۰٫۷°شمالی ۷۵٫۱°شرقی   | ۱۷۸ کیلومتر (۱۱۱ مایل) |                 | [ ۱ ]    |
| ۲۰ ژوئن ۴۶۵    | ۱۱:۱۳:۱۱           | ۶۸         | حلقه‌ای | ۰٫۹۴۳۹ | ۰۶ دقیقه و ۵۱ ثانیه | ۳۲°۰۰′جنوبی ۷۶°۵۴′شرقی / ۳۲٫۰°جنوبی ۷۶٫۹°شرقی   | ۳۶۵ کیلومتر (۲۲۷ مایل) |                 | [ ۱ ]    |
| ۱۵ نوامبر ۴۶۵  | ۱۵:۰۳:۴۳           | ۳۵         | جزئی   | ۰٫۰۶۸۷ | —                   | ۶۹°۳۰′جنوبی ۱۲۸°۰۰′غربی / ۶۹٫۵°جنوبی ۱۲۸٫۰°غربی | —                      |                 | [ ۱ ]    |
| ۱۵ دسامبر ۴۶۵  | ۰۳:۰۰:۰۵           | ۷۳         | جزئی   | ۰٫۵۵۸۶ | —                   | ۶۶°۴۲′شمالی ۱۵۸°۰۰′غربی / ۶۶٫۷°شمالی ۱۵۸٫۰°غربی | —                      |                 | [ ۱ ]    |
| ۱۱ مه ۴۶۴      | ۰۳:۱۴:۵۹           | ۴۰         | جزئی   | ۰٫۷۰۹۴ | —                   | ۶۹°۵۴′شمالی ۵۶°۰۰′شرقی / ۶۹٫۹°شمالی ۵۶٫۰°شرقی   | —                      |                 | [ ۱ ]    |
| ۹ ژوئن ۴۶۴     | ۱۴:۱۴:۴۶           | ۷۸         | جزئی   | ۰٫۰۱۷۴ | —                   | ۶۷°۲۴′جنوبی ۳۹°۱۲′شرقی / ۶۷٫۴°جنوبی ۳۹٫۲°شرقی   | —                      |                 | [ ۱ ]    |
| ۴ نوامبر ۴۶۴   | ۲۳:۳۳:۴۱           | ۴۵         | حلقه‌ای | ۰٫۹۴۴۵ | ۰۴ دقیقه و ۰۶ ثانیه | ۷۱°۴۸′جنوبی ۱۴۹°۱۸′غربی / ۷۱٫۸°جنوبی ۱۴۹٫۳°غربی | ۴۴۲ کیلومتر (۲۷۵ مایل) |                 | [ ۱ ]    |
| ۳۰ آوریل ۴۶۳   | ۱۶:۳۲:۳۷           | ۵۰         | Total  | ۱٫۰۶۲۴ | ۰۵ دقیقه و ۱۳ ثانیه | ۳۲°۵۴′شمالی ۶°۴۸′غربی / ۳۲٫۹°شمالی ۶٫۸°غربی     | ۲۱۸ کیلومتر (۱۳۵ مایل) |                 | [ ۱ ]    |
| ۲۵ اکتبر ۴۶۳   | ۰۰:۵۷:۲۸           | ۵۵         | حلقه‌ای | ۰٫۹۲۰۶ | ۱۰ دقیقه و ۰۵ ثانیه | ۲۲°۰۶′جنوبی ۱۳۲°۱۸′غربی / ۲۲٫۱°جنوبی ۱۳۲٫۳°غربی | ۳۰۷ کیلومتر (۱۹۱ مایل) |                 | [ ۱ ]    |
| ۲۰ آوریل ۴۶۲   | ۰۹:۳۰:۰۲           | ۶۰         | Total  | ۱٫۰۷۶۰ | ۰۶ دقیقه و ۴۲ ثانیه | ۱۲°۴۸′جنوبی ۱۱۲°۰۰′شرقی / ۱۲٫۸°جنوبی ۱۱۲٫۰°شرقی | ۲۶۶ کیلومتر (۱۶۵ مایل) |                 | [ ۱ ]    |
| ۱۴ اکتبر ۴۶۲   | ۰۰:۱۹:۰۵           | ۶۵         | حلقه‌ای | ۰٫۹۳۱۸ | ۰۸ دقیقه و ۲۰ ثانیه | ۲۱°۱۸′شمالی ۱۱۰°۰۶′غربی / ۲۱٫۳°شمالی ۱۱۰٫۱°غربی | ۲۸۸ کیلومتر (۱۷۹ مایل) |                 | [ ۱ ]    |
| ۱۰ مارس ۴۶۱    | ۱۵:۳۰:۳۰           | ۳۲         | جزئی   | ۰٫۰۶۷۹ | —                   | ۷۱°۳۰′شمالی ۵۲°۰۶′غربی / ۷۱٫۵°شمالی ۵۲٫۱°غربی   | —                      |                 | [ ۱ ]    |
| ۹ آوریل ۴۶۱    | ۰۱:۲۸:۵۸           | ۷۰         | جزئی   | ۰٫۷۲۹۱ | —                   | ۷۱°۳۰′جنوبی ۵۹°۱۸′غربی / ۷۱٫۵°جنوبی ۵۹٫۳°غربی   | —                      |                 | [ ۱ ]    |
| ۲ اکتبر ۴۶۱    | ۰۵:۰۰:۳۶           | ۷۵         | جزئی   | ۰٫۷۱۸۰ | —                   | ۷۱°۵۴′شمالی ۱۰۳°۰۶′غربی / ۷۱٫۹°شمالی ۱۰۳٫۱°غربی | —                      |                 | [ ۱ ]    |
| ۲۷ فوریه ۴۶۰   | ۲۲:۰۲:۱۲           | ۴۲         | حلقه‌ای | ۰٫۹۴۴۹ | ۰۵ دقیقه و ۳۵ ثانیه | ۴۳°۴۸′شمالی ۹۶°۲۴′غربی / ۴۳٫۸°شمالی ۹۶٫۴°غربی   | ۳۶۲ کیلومتر (۲۲۵ مایل) |                 | [ ۱ ]    |
| ۲۳ اوت ۴۶۰     | ۰۷:۴۶:۵۴           | ۴۷         | Total  | ۱٫۰۵۴۶ | ۰۴ دقیقه و ۱۴ ثانیه | ۴۲°۴۸′جنوبی ۱۱۵°۵۴′شرقی / ۴۲٫۸°جنوبی ۱۱۵٫۹°شرقی | ۳۴۱ کیلومتر (۲۱۲ مایل) |                 | [ ۱ ]    |
| ۱۶ فوریه ۴۵۹   | ۲۲:۲۵:۰۱           | ۵۲         | حلقه‌ای | ۰٫۹۳۰۴ | ۰۹ دقیقه و ۳۰ ثانیه | ۷°۳۰′جنوبی ۸۵°۰۰′غربی / ۷٫۵°جنوبی ۸۵٫۰°غربی     | ۲۶۲ کیلومتر (۱۶۳ مایل) |                 | [ ۱ ]    |
| ۱۳ اوت ۴۵۹     | ۰۰:۲۳:۲۹           | ۵۷         | Total  | ۱٫۰۵۷۷ | ۰۵ دقیقه و ۲۹ ثانیه | ۹°۰۰′شمالی ۱۱۸°۳۰′غربی / ۹٫۰°شمالی ۱۱۸٫۵°غربی   | ۱۹۲ کیلومتر (۱۱۹ مایل) |                 | [ ۱ ]    |
| ۵ فوریه ۴۵۸    | ۲۳:۲۸:۱۱           | ۶۲         | حلقه‌ای | ۰٫۹۵۱۵ | ۰۴ دقیقه و ۲۹ ثانیه | ۵۳°۱۸′جنوبی ۸۸°۴۸′غربی / ۵۳٫۳°جنوبی ۸۸٫۸°غربی   | ۲۲۱ کیلومتر (۱۳۷ مایل) |                 | [ ۱ ]    |
| ۲ اوت ۴۵۸      | ۱۴:۰۰:۰۱           | ۶۷         | مرکب   | ۱٫۰۰۸۳ | ۰۰ دقیقه و ۳۹ ثانیه | ۵۷°۲۴′شمالی ۴۷°۴۸′شرقی / ۵۷٫۴°شمالی ۴۷٫۸°شرقی   | ۳۷ کیلومتر (۲۳ مایل)   |                 | [ ۱ ]    |
| ۲۷ دسامبر ۴۵۸  | ۱۹:۲۰:۳۱           | ۳۴         | جزئی   | ۰٫۱۲۹۲ | —                   | ۶۵°۴۸′شمالی ۲۸°۳۰′غربی / ۶۵٫۸°شمالی ۲۸٫۵°غربی   | —                      |                 | [ ۱ ]    |
| ۲۶ ژانویه ۴۵۷  | ۰۷:۰۶:۲۵           | ۷۲         | جزئی   | ۰٫۵۱۴۶ | —                   | ۶۸°۳۶′جنوبی ۵۴°۰۶′غربی / ۶۸٫۶°جنوبی ۵۴٫۱°غربی   | —                      |                 | [ ۱ ]    |
| ۲۲ ژوئن ۴۵۷    | ۰۶:۳۲:۴۸           | ۳۹         | جزئی   | ۰٫۲۵۴۱ | —                   | ۶۵°۰۶′جنوبی ۱۶۸°۳۰′شرقی / ۶۵٫۱°جنوبی ۱۶۸٫۵°شرقی | —                      |                 | [ ۱ ]    |
| ۲۱ ژوئیه ۴۵۷   | ۲۰:۵۷:۱۲           | ۷۷         | جزئی   | ۰٫۲۳۶۶ | —                   | ۶۷°۴۸′شمالی ۱۰۳°۳۰′شرقی / ۶۷٫۸°شمالی ۱۰۳٫۵°شرقی | —                      |                 | [ ۱ ]    |
| ۱۶ دسامبر ۴۵۷  | ۱۰:۳۶:۳۱           | ۴۴         | Total  | ۱٫۰۴۰۳ | ۰۳ دقیقه و ۳۴ ثانیه | ۲۸°۱۲′شمالی ۹۷°۴۲′شرقی / ۲۸٫۲°شمالی ۹۷٫۷°شرقی   | ۲۱۹ کیلومتر (۱۳۶ مایل) |                 | [ ۱ ]    |
| ۱۱ ژوئن ۴۵۶    | ۰۷:۰۸:۱۱           | ۴۹         | حلقه‌ای | ۰٫۹۵۳۱ | ۰۵ دقیقه و ۵۸ ثانیه | ۱۷°۴۲′جنوبی ۱۴۸°۰۶′شرقی / ۱۷٫۷°جنوبی ۱۴۸٫۱°شرقی | ۲۲۶ کیلومتر (۱۴۰ مایل) |                 | [ ۱ ]    |
| ۶ دسامبر ۴۵۶   | ۰۱:۳۴:۵۹           | ۵۴         | Total  | ۱٫۰۱۹۱ | ۰۱ دقیقه و ۵۳ ثانیه | ۱۵°۱۲′جنوبی ۱۳۵°۰۶′غربی / ۱۵٫۲°جنوبی ۱۳۵٫۱°غربی | ۶۶ کیلومتر (۴۱ مایل)   |                 | [ ۱ ]    |
| ۳۱ مه ۴۵۵      | ۱۱:۵۵:۳۸           | ۵۹         | مرکب   | ۱٫۰۰۱۰ | ۰۰ دقیقه و ۰۶ ثانیه | ۲۸°۳۶′شمالی ۶۴°۳۰′شرقی / ۲۸٫۶°شمالی ۶۴٫۵°شرقی   | ۳ کیلومتر (۱٫۹ مایل)   |                 | [ ۱ ]    |
| ۲۵ نوامبر ۴۵۵  | ۱۱:۴۰:۴۱           | ۶۴         | حلقه‌ای | ۰٫۹۶۱۱ | ۰۳ دقیقه و ۱۸ ثانیه | ۵۳°۲۴′جنوبی ۵۲°۰۶′شرقی / ۵۳٫۴°جنوبی ۵۲٫۱°شرقی   | ۱۷۴ کیلومتر (۱۰۸ مایل) |                 | [ ۱ ]    |
| ۲۰ مه ۴۵۴      | ۲۳:۵۷:۰۲           | ۶۹         | Total  | ۱٫۰۴۶۰ | ۰۲ دقیقه و ۴۰ ثانیه | ۶۹°۲۴′شمالی ۱۷۵°۳۰′غربی / ۶۹٫۴°شمالی ۱۷۵٫۵°غربی | ۳۳۳ کیلومتر (۲۰۷ مایل) |                 | [ ۱ ]    |
| ۱۴ نوامبر ۴۵۴  | ۱۴:۲۷:۲۴           | ۷۴         | جزئی   | ۰٫۴۲۸۷ | —                   | ۶۲°۰۶′جنوبی ۹۷°۱۸′غربی / ۶۲٫۱°جنوبی ۹۷٫۳°غربی   | —                      |                 | [ ۱ ]    |
| ۱۰ آوریل ۴۵۳   | ۰۹:۴۳:۴۴           | ۴۱         | Total  | ۱٫۰۵۹۲ | ۰۳ دقیقه و ۵۵ ثانیه | ۴۹°۴۲′جنوبی ۱۴۵°۰۰′شرقی / ۴۹٫۷°جنوبی ۱۴۵٫۰°شرقی | ۴۷۶ کیلومتر (۲۹۶ مایل) |                 | [ ۱ ]    |
| ۳ اکتبر ۴۵۳    | ۱۹:۴۲:۳۴           | ۴۶         | جزئی   | ۰٫۹۱۴۶ | —                   | ۶۰°۴۲′شمالی ۳۶°۲۴′شرقی / ۶۰٫۷°شمالی ۳۶٫۴°شرقی   | —                      |                 | [ ۱ ]    |
| ۳۱ مارس ۴۵۲    | ۰۰:۳۳:۵۵           | ۵۱         | Total  | ۱٫۰۲۴۳ | ۰۲ دقیقه و ۱۲ ثانیه | ۷°۵۴′جنوبی ۱۱۳°۴۸′غربی / ۷٫۹°جنوبی ۱۱۳٫۸°غربی   | ۸۴ کیلومتر (۵۲ مایل)   |                 | [ ۱ ]    |
| ۲۳ سپتامبر ۴۵۲ | ۰۲:۳۸:۳۶           | ۵۶         | مرکب   | ۱٫۰۰۲۴ | ۰۰ دقیقه و ۱۳ ثانیه | ۱۶°۰۶′شمالی ۱۴۵°۱۲′غربی / ۱۶٫۱°شمالی ۱۴۵٫۲°غربی | ۹ کیلومتر (۵٫۶ مایل)   |                 | [ ۱ ]    |
| ۲۰ مارس ۴۵۱    | ۰۸:۵۹:۰۶           | ۶۱         | حلقه‌ای | ۰٫۹۶۴۱ | ۰۳ دقیقه و ۳۱ ثانیه | ۲۸°۳۶′شمالی ۹۶°۳۰′شرقی / ۲۸٫۶°شمالی ۹۶٫۵°شرقی   | ۱۵۷ کیلومتر (۹۸ مایل)  |                 | [ ۱ ]    |
| ۱۲ سپتامبر ۴۵۱ | ۱۶:۱۷:۴۷           | ۶۶         | Total  | ۱٫۰۵۰۱ | ۰۴ دقیقه و ۰۹ ثانیه | ۱۶°۳۶′جنوبی ۱۰°۰۰′غربی / ۱۶٫۶°جنوبی ۱۰٫۰°غربی   | ۱۸۴ کیلومتر (۱۱۴ مایل) |                 | [ ۱ ]    |
| ۹ مارس ۴۵۰     | ۱۰:۳۲:۴۳           | ۷۱         | جزئی   | ۰٫۳۷۵۳ | —                   | ۶۰°۵۴′شمالی ۱۵°۳۰′شرقی / ۶۰٫۹°شمالی ۱۵٫۵°شرقی   | —                      |                 | [ ۱ ]    |
| ۴ اوت ۴۵۰      | ۰۰:۰۱:۱۵           | ۳۸         | جزئی   | ۰٫۱۴۱۷ | —                   | ۶۲°۴۸′شمالی ۲۱°۱۲′شرقی / ۶۲٫۸°شمالی ۲۱٫۲°شرقی   | —                      |                 | [ ۱ ]    |
| ۲ سپتامبر ۴۵۰  | ۰۸:۴۱:۰۰           | ۷۶         | جزئی   | ۰٫۷۶۲۵ | —                   | ۶۱°۱۲′جنوبی ۴۷°۱۲′شرقی / ۶۱٫۲°جنوبی ۴۷٫۲°شرقی   | —                      |                 | [ ۱ ]    |
| ۲۷ ژانویه ۴۴۹  | ۱۹:۴۷:۳۱           | ۴۳         | حلقه‌ای | ۰٫۹۵۸۳ | ۰۲ دقیقه و ۵۳ ثانیه | ۷۰°۳۶′جنوبی ۱۲°۳۶′شرقی / ۷۰٫۶°جنوبی ۱۲٫۶°شرقی   | ۳۰۸ کیلومتر (۱۹۱ مایل) |                 | [ ۱ ]    |
| ۲۳ ژوئیه ۴۴۹   | ۱۲:۰۷:۴۹           | ۴۸         | حلقه‌ای | ۰٫۹۹۱۸ | ۰۰ دقیقه و ۳۵ ثانیه | ۶۸°۰۰′شمالی ۱۰۰°۱۸′شرقی / ۶۸٫۰°شمالی ۱۰۰٫۳°شرقی | ۴۵ کیلومتر (۲۸ مایل)   |                 | [ ۱ ]    |
| ۱۶ ژانویه ۴۴۸  | ۰۵:۲۳:۲۲           | ۵۳         | Total  | ۱٫۰۱۹۱ | ۰۱ دقیقه و ۴۶ ثانیه | ۲۹°۰۰′جنوبی ۱۷۲°۱۲′شرقی / ۲۹٫۰°جنوبی ۱۷۲٫۲°شرقی | ۶۶ کیلومتر (۴۱ مایل)   |                 | [ ۱ ]    |
| ۱۲ ژوئیه ۴۴۸   | ۱۷:۰۷:۵۱           | ۵۸         | حلقه‌ای | ۰٫۹۵۴۶ | ۰۵ دقیقه و ۳۱ ثانیه | ۲۴°۲۴′شمالی ۹°۱۲′غربی / ۲۴٫۴°شمالی ۹٫۲°غربی     | ۱۶۶ کیلومتر (۱۰۳ مایل) |                 | [ ۱ ]    |
| ۵ ژانویه ۴۴۷   | ۲۰:۱۲:۲۹           | ۶۳         | Total  | ۱٫۰۴۶۵ | ۰۴ دقیقه و ۲۴ ثانیه | ۱۰°۱۲′شمالی ۵۹°۰۶′غربی / ۱۰٫۲°شمالی ۵۹٫۱°غربی   | ۱۸۶ کیلومتر (۱۱۶ مایل) |                 | [ ۱ ]    |
| ۱ ژوئیه ۴۴۷    | ۱۷:۳۸:۳۴           | ۶۸         | حلقه‌ای | ۰٫۹۴۵۱ | ۰۷ دقیقه و ۰۳ ثانیه | ۲۳°۴۲′جنوبی ۲۳°۲۴′غربی / ۲۳٫۷°جنوبی ۲۳٫۴°غربی   | ۲۹۹ کیلومتر (۱۸۶ مایل) |                 | [ ۱ ]    |
| ۲۶ نوامبر ۴۴۷  | ۲۳:۴۴:۳۴           | ۳۵         | جزئی   | ۰٫۰۶۱۸ | —                   | ۶۸°۳۰′جنوبی ۸۸°۲۴′شرقی / ۶۸٫۵°جنوبی ۸۸٫۴°شرقی   | —                      |                 | [ ۱ ]    |
| ۲۶ دسامبر ۴۴۷  | ۱۱:۴۵:۵۷           | ۷۳         | جزئی   | ۰٫۵۶۰۱ | —                   | ۶۵°۴۲′شمالی ۵۸°۴۲′شرقی / ۶۵٫۷°شمالی ۵۸٫۷°شرقی   | —                      |                 | [ ۱ ]    |
| ۲۲ مه ۴۴۶      | ۱۰:۱۳:۲۷           | ۴۰         | جزئی   | ۰٫۵۷۷۷ | —                   | ۶۹°۰۰′شمالی ۶۲°۰۰′غربی / ۶۹٫۰°شمالی ۶۲٫۰°غربی   | —                      |                 | [ ۱ ]    |
| ۲۰ ژوئن ۴۴۶    | ۲۰:۵۹:۴۷           | ۷۸         | جزئی   | ۰٫۱۶۴۳ | —                   | ۶۶°۲۴′جنوبی ۷۴°۰۶′غربی / ۶۶٫۴°جنوبی ۷۴٫۱°غربی   | —                      |                 | [ ۱ ]    |
| ۱۶ نوامبر ۴۴۶  | ۰۷:۵۰:۰۵           | ۴۵         | حلقه‌ای | ۰٫۹۴۰۹ | ۰۴ دقیقه و ۱۵ ثانیه | ۷۶°۴۸′جنوبی ۸۲°۰۰′شرقی / ۷۶٫۸°جنوبی ۸۲٫۰°شرقی   | ۴۸۷ کیلومتر (۳۰۳ مایل) |                 | [ ۱ ]    |
| ۱۰ مه ۴۴۵      | ۲۳:۵۵:۱۵           | ۵۰         | Total  | ۱٫۰۶۵۴ | ۰۵ دقیقه و ۱۱ ثانیه | ۴۰°۵۴′شمالی ۱۲۰°۰۰′غربی / ۴۰٫۹°شمالی ۱۲۰٫۰°غربی | ۲۳۶ کیلومتر (۱۴۷ مایل) |                 | [ ۱ ]    |
| ۴ نوامبر ۴۴۵   | ۰۸:۵۲:۴۹           | ۵۵         | حلقه‌ای | ۰٫۹۱۸۵ | ۱۰ دقیقه و ۱۶ ثانیه | ۲۶°۴۲′جنوبی ۱۰۷°۴۲′شرقی / ۲۶٫۷°جنوبی ۱۰۷٫۷°شرقی | ۳۱۷ کیلومتر (۱۹۷ مایل) |                 | [ ۱ ]    |
| ۳۰ آوریل ۴۴۴   | ۱۷:۰۲:۲۰           | ۶۰         | Total  | ۱٫۰۷۷۴ | ۰۷ دقیقه و ۰۱ ثانیه | ۵°۰۶′جنوبی ۵°۰۰′غربی / ۵٫۱°جنوبی ۵٫۰°غربی       | ۲۶۴ کیلومتر (۱۶۴ مایل) |                 | [ ۱ ]    |
| ۲۴ اکتبر ۴۴۴   | ۰۸:۱۵:۲۰           | ۶۵         | حلقه‌ای | ۰٫۹۳۱۸ | ۰۸ دقیقه و ۳۸ ثانیه | ۱۶°۲۴′شمالی ۱۲۸°۰۰′شرقی / ۱۶٫۴°شمالی ۱۲۸٫۰°شرقی | ۲۸۶ کیلومتر (۱۷۸ مایل) |                 | [ ۱ ]    |
| ۲۰ آوریل ۴۴۳   | ۰۸:۵۳:۱۸           | ۷۰         | جزئی   | ۰٫۸۴۳۷ | —                   | ۷۱°۱۲′جنوبی ۱۷۴°۳۶′شرقی / ۷۱٫۲°جنوبی ۱۷۴٫۶°شرقی | —                      |                 | [ ۱ ]    |
| ۱۳ اکتبر ۴۴۳   | ۱۳:۱۴:۴۶           | ۷۵         | جزئی   | ۰٫۷۵۱۰ | —                   | ۷۱°۳۶′شمالی ۱۱۷°۵۴′شرقی / ۷۱٫۶°شمالی ۱۱۷٫۹°شرقی | —                      |                 | [ ۱ ]    |
| ۱۱ مارس ۴۴۲    | ۰۵:۱۴:۲۴           | ۴۲         | حلقه‌ای | ۰٫۹۴۴۴ | ۰۵ دقیقه و ۰۸ ثانیه | ۵۲°۳۰′شمالی ۱۴۶°۲۴′شرقی / ۵۲٫۵°شمالی ۱۴۶٫۴°شرقی | ۴۳۶ کیلومتر (۲۷۱ مایل) |                 | [ ۱ ]    |
| ۳ سپتامبر ۴۴۲  | ۱۵:۵۴:۱۳           | ۴۷         | Total  | ۱٫۰۵۰۹ | ۰۳ دقیقه و ۴۱ ثانیه | ۴۹°۵۴′جنوبی ۱۳°۴۸′غربی / ۴۹٫۹°جنوبی ۱۳٫۸°غربی   | ۳۶۶ کیلومتر (۲۲۷ مایل) |                 | [ ۱ ]    |
| ۲۸ فوریه ۴۴۱   | ۰۵:۳۶:۱۱           | ۵۲         | حلقه‌ای | ۰٫۹۳۳۷ | ۰۸ دقیقه و ۵۴ ثانیه | ۱°۱۲′جنوبی ۱۶۴°۳۶′شرقی / ۱٫۲°جنوبی ۱۶۴٫۶°شرقی   | ۲۵۰ کیلومتر (۱۶۰ مایل) |                 | [ ۱ ]    |
| ۲۳ اوت ۴۴۱     | ۰۸:۱۸:۵۷           | ۵۷         | Total  | ۱٫۰۵۲۳ | ۰۴ دقیقه و ۵۹ ثانیه | ۳°۰۶′شمالی ۱۲۰°۱۲′شرقی / ۳٫۱°شمالی ۱۲۰٫۲°شرقی   | ۱۷۶ کیلومتر (۱۰۹ مایل) |                 | [ ۱ ]    |
| ۱۶ فوریه ۴۴۰   | ۰۷:۰۵:۱۴           | ۶۲         | حلقه‌ای | ۰٫۹۵۷۵ | ۰۴ دقیقه و ۰۴ ثانیه | ۴۷°۰۶′جنوبی ۱۵۶°۱۸′شرقی / ۴۷٫۱°جنوبی ۱۵۶٫۳°شرقی | ۱۸۶ کیلومتر (۱۱۶ مایل) |                 | [ ۱ ]    |
| ۱۲ اوت ۴۴۰     | ۲۱:۲۷:۲۴           | ۶۷         | مرکب   | ۱٫۰۰۲۶ | ۰۰ دقیقه و ۱۳ ثانیه | ۵۰°۲۴′شمالی ۶۴°۱۸′غربی / ۵۰٫۴°شمالی ۶۴٫۳°غربی   | ۱۱ کیلومتر (۶٫۸ مایل)  |                 | [ ۱ ]    |
| ۷ ژانویه ۴۳۹   | ۰۴:۰۰:۱۶           | ۳۴         | جزئی   | ۰٫۱۲۱۱ | —                   | ۶۶°۴۸′شمالی ۱۷۰°۱۸′غربی / ۶۶٫۸°شمالی ۱۷۰٫۳°غربی | —                      |                 | [ ۱ ]    |
| ۵ فوریه ۴۳۹    | ۱۵:۱۸:۱۸           | ۷۲         | جزئی   | ۰٫۵۶۰۷ | —                   | ۶۹°۳۶′جنوبی ۱۶۹°۳۶′شرقی / ۶۹٫۶°جنوبی ۱۶۹٫۶°شرقی | —                      |                 | [ ۱ ]    |
| ۳ ژوئیه ۴۳۹    | ۱۲:۵۸:۲۷           | ۳۹         | جزئی   | ۰٫۱۱۱۲ | —                   | ۶۶°۰۶′جنوبی ۶۰°۳۶′شرقی / ۶۶٫۱°جنوبی ۶۰٫۶°شرقی   | —                      |                 | [ ۱ ]    |
| ۲ اوت ۴۳۹      | ۰۳:۴۸:۲۳           | ۷۷         | جزئی   | ۰٫۳۴۷۵ | —                   | ۶۸°۴۸′شمالی ۱۲°۰۰′غربی / ۶۸٫۸°شمالی ۱۲٫۰°غربی   | —                      |                 | [ ۱ ]    |
| ۲۷ دسامبر ۴۳۹  | ۱۹:۲۷:۱۵           | ۴۴         | Total  | ۱٫۰۴۱۳ | ۰۳ دقیقه و ۴۱ ثانیه | ۲۸°۴۲′شمالی ۳۹°۱۲′غربی / ۲۸٫۷°شمالی ۳۹٫۲°غربی   | ۲۲۷ کیلومتر (۱۴۱ مایل) |                 | [ ۱ ]    |
| ۲۲ ژوئن ۴۳۸    | ۱۳:۳۴:۱۱           | ۴۹         | حلقه‌ای | ۰٫۹۵۲۷ | ۰۵ دقیقه و ۵۴ ثانیه | ۲۴°۱۲′جنوبی ۴۸°۵۴′شرقی / ۲۴٫۲°جنوبی ۴۸٫۹°شرقی   | ۲۵۸ کیلومتر (۱۶۰ مایل) |                 | [ ۱ ]    |
| ۱۷ دسامبر ۴۳۸  | ۱۰:۱۹:۵۶           | ۵۴         | مرکب   | ۱٫۰۱۷۳ | ۰۱ دقیقه و ۴۵ ثانیه | ۱۶°۱۲′جنوبی ۹۳°۰۶′شرقی / ۱۶٫۲°جنوبی ۹۳٫۱°شرقی   | ۶۰ کیلومتر (۳۷ مایل)   |                 | [ ۱ ]    |
| ۱۰ ژوئن ۴۳۷    | ۱۸:۴۷:۰۳           | ۵۹         | مرکب   | ۱٫۰۰۴۳ | ۰۰ دقیقه و ۲۷ ثانیه | ۲۵°۴۸′شمالی ۳۷°۳۰′غربی / ۲۵٫۸°شمالی ۳۷٫۵°غربی   | ۱۵ کیلومتر (۹٫۳ مایل)  |                 | [ ۱ ]    |
| ۵ دسامبر ۴۳۷   | ۲۰:۰۵:۴۷           | ۶۴         | حلقه‌ای | ۰٫۹۵۸۴ | ۰۳ دقیقه و ۳۲ ثانیه | ۵۶°۳۶′جنوبی ۷۱°۳۰′غربی / ۵۶٫۶°جنوبی ۷۱٫۵°غربی   | ۱۸۷ کیلومتر (۱۱۶ مایل) |                 | [ ۱ ]    |
| ۳۱ مه ۴۳۶      | ۰۷:۱۴:۰۸           | ۶۹         | Total  | ۱٫۰۵۱۴ | ۰۳ دقیقه و ۰۷ ثانیه | ۶۹°۱۸′شمالی ۹۴°۳۰′شرقی / ۶۹٫۳°شمالی ۹۴٫۵°شرقی   | ۲۹۱ کیلومتر (۱۸۱ مایل) |                 | [ ۱ ]    |
| ۲۴ نوامبر ۴۳۶  | ۲۲:۳۰:۲۵           | ۷۴         | جزئی   | ۰٫۴۳۵۶ | —                   | ۶۲°۵۴′جنوبی ۱۳۱°۳۰′شرقی / ۶۲٫۹°جنوبی ۱۳۱٫۵°شرقی | —                      |                 | [ ۱ ]    |
| ۲۱ آوریل ۴۳۵   | ۱۷:۱۸:۵۰           | ۴۱         | Total  | ۱٫۰۵۵۶ | ۰۳ دقیقه و ۲۹ ثانیه | ۵۶°۳۰′جنوبی ۴۰°۴۸′شرقی / ۵۶٫۵°جنوبی ۴۰٫۸°شرقی   | ۰۱۷ کیلومتر (۱۱ مایل)  |                 | [ ۱ ]    |
| ۲۱ مه ۴۳۵      | ۰۰:۰۳:۲۶           | ۷۹         | جزئی   | ۰٫۰۲۷۹ | —                   | ۶۲°۴۲′شمالی ۱۱۲°۳۶′شرقی / ۶۲٫۷°شمالی ۱۱۲٫۶°شرقی | —                      |                 | [ ۱ ]    |
| ۱۵ اکتبر ۴۳۵   | ۰۳:۳۸:۵۷           | ۴۶         | جزئی   | ۰٫۸۸۷۵ | —                   | ۶۰°۴۸′شمالی ۹۲°۳۶′غربی / ۶۰٫۸°شمالی ۹۲٫۶°غربی   | —                      |                 | [ ۱ ]    |
| ۱۱ آوریل ۴۳۴   | ۰۷:۵۶:۴۳           | ۵۱         | Total  | ۱٫۰۲۳۰ | ۰۲ دقیقه و ۰۷ ثانیه | ۷°۱۲′جنوبی ۱۳۴°۵۴′شرقی / ۷٫۲°جنوبی ۱۳۴٫۹°شرقی   | ۸۱ کیلومتر (۵۰ مایل)   |                 | [ ۱ ]    |
| ۴ اکتبر ۴۳۴    | ۱۰:۵۲:۱۷           | ۵۶         | مرکب   | ۱٫۰۰۲۶ | ۰۰ دقیقه و ۱۴ ثانیه | ۱۲°۴۲′شمالی ۸۹°۵۴′شرقی / ۱۲٫۷°شمالی ۸۹٫۹°شرقی   | ۹ کیلومتر (۵٫۶ مایل)   |                 | [ ۱ ]    |
| ۳۰ مارس ۴۳۳    | ۱۶:۰۱:۲۱           | ۶۱         | حلقه‌ای | ۰٫۹۶۴۶ | ۰۳ دقیقه و ۲۷ ثانیه | ۲۹°۰۰′شمالی ۹°۲۴′غربی / ۲۹٫۰°شمالی ۹٫۴°غربی     | ۱۴۷ کیلومتر (۹۱ مایل)  |                 | [ ۱ ]    |
| ۲۳ سپتامبر ۴۳۳ | ۰۰:۳۹:۰۶           | ۶۶         | Total  | ۱٫۰۴۸۹ | ۰۳ دقیقه و ۵۷ ثانیه | ۱۹°۱۲′جنوبی ۱۳۷°۰۰′غربی / ۱۹٫۲°جنوبی ۱۳۷٫۰°غربی | ۱۷۷ کیلومتر (۱۱۰ مایل) |                 | [ ۱ ]    |
| ۱۹ مارس ۴۳۲    | ۱۷:۲۶:۳۰           | ۷۱         | جزئی   | ۰٫۴۷۴۵ | —                   | ۶۰°۴۲′شمالی ۹۷°۵۴′غربی / ۶۰٫۷°شمالی ۹۷٫۹°غربی   | —                      |                 | [ ۱ ]    |
| ۱۴ اوت ۴۳۲     | ۰۷:۴۵:۵۲           | ۳۸         | جزئی   | ۰٫۰۴۳۲ | —                   | ۶۲°۰۶′شمالی ۱۰۵°۱۸′غربی / ۶۲٫۱°شمالی ۱۰۵٫۳°غربی | —                      |                 | [ ۱ ]    |
| ۱۲ سپتامبر ۴۳۲ | ۱۶:۵۳:۵۸           | ۷۶         | جزئی   | ۰٫۸۲۰۹ | —                   | ۶۰°۵۴′جنوبی ۸۶°۰۰′غربی / ۶۰٫۹°جنوبی ۸۶٫۰°غربی   | —                      |                 | [ ۱ ]    |
| ۷ فوریه ۴۳۱    | ۰۳:۳۹:۵۸           | ۴۳         | حلقه‌ای | ۰٫۹۶۳۳ | ۰۲ دقیقه و ۳۰ ثانیه | ۶۷°۲۴′جنوبی ۱۰۲°۰۰′غربی / ۶۷٫۴°جنوبی ۱۰۲٫۰°غربی | ۲۹۶ کیلومتر (۱۸۴ مایل) |                 | [ ۱ ]    |
| ۳ اوت ۴۳۱      | ۱۹:۲۰:۱۵           | ۴۸         | حلقه‌ای | ۰٫۹۸۴۳ | ۰۱ دقیقه و ۰۴ ثانیه | ۶۸°۰۰′شمالی ۵°۵۴′شرقی / ۶۸٫۰°شمالی ۵٫۹°شرقی     | ۱۰۲ کیلومتر (۶۳ مایل)  |                 | [ ۱ ]    |
| ۲۷ ژانویه ۴۳۰  | ۱۳:۴۶:۴۴           | ۵۳         | Total  | ۱٫۰۲۴۵ | ۰۲ دقیقه و ۱۲ ثانیه | ۲۷°۳۶′جنوبی ۴۶°۴۸′شرقی / ۲۷٫۶°جنوبی ۴۶٫۸°شرقی   | ۸۴ کیلومتر (۵۲ مایل)   |                 | [ ۱ ]    |
| ۲۳ ژوئیه ۴۳۰   | ۲۳:۴۷:۵۳           | ۵۸         | حلقه‌ای | ۰٫۹۵۰۵ | ۰۵ دقیقه و ۴۸ ثانیه | ۲۷°۰۶′شمالی ۱۰۸°۳۰′غربی / ۲۷٫۱°شمالی ۱۰۸٫۵°غربی | ۱۸۲ کیلومتر (۱۱۳ مایل) |                 | [ ۱ ]    |
| ۱۷ ژانویه ۴۲۹  | ۰۴:۵۲:۳۵           | ۶۳         | Total  | ۱٫۰۴۹۴ | ۰۴ دقیقه و ۳۵ ثانیه | ۱۰°۱۲′شمالی ۱۶۸°۲۴′شرقی / ۱۰٫۲°شمالی ۱۶۸٫۴°شرقی | ۱۹۵ کیلومتر (۱۲۱ مایل) |                 | [ ۱ ]    |
| ۱۲ ژوئیه ۴۲۹   | ۰۰:۰۹:۳۶           | ۶۸         | حلقه‌ای | ۰٫۹۴۵۶ | ۰۷ دقیقه و ۰۷ ثانیه | ۱۷°۱۸′جنوبی ۱۲۴°۰۶′غربی / ۱۷٫۳°جنوبی ۱۲۴٫۱°غربی | ۲۶۴ کیلومتر (۱۶۴ مایل) |                 | [ ۱ ]    |
| ۷ دسامبر ۴۲۹   | ۰۸:۲۶:۰۲           | ۳۵         | جزئی   | ۰٫۰۵۶۰ | —                   | ۶۷°۳۰′جنوبی ۵۴°۳۶′غربی / ۶۷٫۵°جنوبی ۵۴٫۶°غربی   | —                      |                 | [ ۱ ]    |
| ۵ ژانویه ۴۲۸   | ۲۰:۲۷:۴۹           | ۷۳         | جزئی   | ۰٫۵۶۶۹ | —                   | ۶۴°۴۲′شمالی ۸۳°۰۰′غربی / ۶۴٫۷°شمالی ۸۳٫۰°غربی   | —                      |                 | [ ۱ ]    |
| ۱ ژوئن ۴۲۸     | ۱۷:۱۲:۵۵           | ۴۰         | جزئی   | ۰٫۴۴۵۳ | —                   | ۶۸°۰۶′شمالی ۱۷۹°۴۲′غربی / ۶۸٫۱°شمالی ۱۷۹٫۷°غربی | —                      |                 | [ ۱ ]    |
| ۱ ژوئیه ۴۲۸    | ۰۳:۴۹:۵۱           | ۷۸         | جزئی   | ۰٫۳۰۷۳ | —                   | ۶۵°۲۴′جنوبی ۱۷۱°۴۸′شرقی / ۶۵٫۴°جنوبی ۱۷۱٫۸°شرقی | —                      |                 | [ ۱ ]    |
| ۲۶ نوامبر ۴۲۸  | ۱۶:۰۷:۵۰           | ۴۵         | حلقه‌ای | ۰٫۹۳۷۹ | ۰۴ دقیقه و ۲۲ ثانیه | ۸۱°۳۶′جنوبی ۴۳°۳۶′غربی / ۸۱٫۶°جنوبی ۴۳٫۶°غربی   | ۵۲۴ کیلومتر (۳۲۶ مایل) |                 | [ ۱ ]    |
| ۲۲ مه ۴۲۷      | ۰۷:۱۶:۵۵           | ۵۰         | Total  | ۱٫۰۶۷۶ | ۰۵ دقیقه و ۰۴ ثانیه | ۴۸°۴۲′شمالی ۱۲۸°۱۲′شرقی / ۴۸٫۷°شمالی ۱۲۸٫۲°شرقی | ۲۵۵ کیلومتر (۱۵۸ مایل) |                 | [ ۱ ]    |
| ۱۵ نوامبر ۴۲۷  | ۱۶:۵۲:۴۷           | ۵۵         | حلقه‌ای | ۰٫۹۱۷۰ | ۱۰ دقیقه و ۲۳ ثانیه | ۳۰°۳۶′جنوبی ۱۲°۴۲′غربی / ۳۰٫۶°جنوبی ۱۲٫۷°غربی   | ۳۲۴ کیلومتر (۲۰۱ مایل) |                 | [ ۱ ]    |
| ۱۲ مه ۴۲۶      | ۰۰:۲۹:۴۴           | ۶۰         | Total  | ۱٫۰۷۸۲ | ۰۷ دقیقه و ۱۲ ثانیه | ۲°۲۴′شمالی ۱۲۰°۱۸′غربی / ۲٫۴°شمالی ۱۲۰٫۳°غربی   | ۲۶۰ کیلومتر (۱۶۰ مایل) |                 | [ ۱ ]    |
| ۴ نوامبر ۴۲۶   | ۱۶:۱۹:۱۰           | ۶۵         | حلقه‌ای | ۰٫۹۳۲۲ | ۰۸ دقیقه و ۵۱ ثانیه | ۱۲°۱۲′شمالی ۴°۲۴′شرقی / ۱۲٫۲°شمالی ۴٫۴°شرقی     | ۲۸۳ کیلومتر (۱۷۶ مایل) |                 | [ ۱ ]    |
| ۳۰ آوریل ۴۲۵   | ۱۶:۱۱:۲۳           | ۷۰         | جزئی   | ۰٫۹۶۶۳ | —                   | ۷۰°۳۶′جنوبی ۵۰°۳۶′شرقی / ۷۰٫۶°جنوبی ۵۰٫۶°شرقی   | —                      |                 | [ ۱ ]    |
| ۲۳ اکتبر ۴۲۵   | ۲۱:۳۶:۰۱           | ۷۵         | جزئی   | ۰٫۷۷۵۲ | —                   | ۷۱°۱۲′شمالی ۲۲°۳۰′غربی / ۷۱٫۲°شمالی ۲۲٫۵°غربی   | —                      |                 | [ ۱ ]    |
| ۲۱ مارس ۴۲۴    | ۱۲:۱۸:۰۶           | ۴۲         | حلقه‌ای | ۰٫۹۴۳۰ | ۰۴ دقیقه و ۳۹ ثانیه | ۶۲°۴۸′شمالی ۲۴°۱۸′شرقی / ۶۲٫۸°شمالی ۲۴٫۳°شرقی   | ۶۴۰ کیلومتر (۴۰۰ مایل) |                 | [ ۱ ]    |
| ۱۴ سپتامبر ۴۲۴ | ۰۰:۰۹:۴۷           | ۴۷         | Total  | ۱٫۰۴۷۲ | ۰۳ دقیقه و ۱۲ ثانیه | ۵۶°۴۲′جنوبی ۱۴۷°۱۸′غربی / ۵۶٫۷°جنوبی ۱۴۷٫۳°غربی | ۳۹۹ کیلومتر (۲۴۸ مایل) |                 | [ ۱ ]    |
| ۱۰ مارس ۴۲۳    | ۱۲:۴۰:۰۷           | ۵۲         | حلقه‌ای | ۰٫۹۳۷۱ | ۰۸ دقیقه و ۱۴ ثانیه | ۵°۴۲′شمالی ۵۵°۳۰′شرقی / ۵٫۷°شمالی ۵۵٫۵°شرقی     | ۲۳۹ کیلومتر (۱۴۹ مایل) |                 | [ ۱ ]    |
| ۳ سپتامبر ۴۲۳  | ۱۶:۲۰:۳۸           | ۵۷         | Total  | ۱٫۰۴۶۸ | ۰۴ دقیقه و ۲۶ ثانیه | ۳°۰۰′جنوبی ۳°۰۰′غربی / ۳٫۰°جنوبی ۳٫۰°غربی       | ۱۶۰ کیلومتر (۹۹ مایل)  |                 | [ ۱ ]    |
| ۲۷ فوریه ۴۲۲   | ۱۴:۳۵:۲۹           | ۶۲         | حلقه‌ای | ۰٫۹۶۳۷ | ۰۳ دقیقه و ۳۶ ثانیه | ۴۰°۱۸′جنوبی ۴۱°۳۶′شرقی / ۴۰٫۳°جنوبی ۴۱٫۶°شرقی   | ۱۵۲ کیلومتر (۹۴ مایل)  |                 | [ ۱ ]    |
| ۲۴ اوت ۴۲۲     | ۰۵:۰۱:۱۵           | ۶۷         | حلقه‌ای | ۰٫۹۹۶۶ | ۰۰ دقیقه و ۱۸ ثانیه | ۴۳°۳۶′شمالی ۱۷۹°۱۲′غربی / ۴۳٫۶°شمالی ۱۷۹٫۲°غربی | ۱۴ کیلومتر (۸٫۷ مایل)  |                 | [ ۱ ]    |
| ۱۸ ژانویه ۴۲۱  | ۱۲:۳۳:۱۳           | ۳۴         | جزئی   | ۰٫۱۰۱۹ | —                   | ۶۷°۴۸′شمالی ۴۹°۱۲′شرقی / ۶۷٫۸°شمالی ۴۹٫۲°شرقی   | —                      |                 | [ ۱ ]    |
| ۱۶ فوریه ۴۲۱   | ۲۳:۲۱:۲۱           | ۷۲         | جزئی   | ۰٫۶۲۱۴ | —                   | ۷۰°۲۴′جنوبی ۳۵°۰۰′شرقی / ۷۰٫۴°جنوبی ۳۵٫۰°شرقی   | —                      |                 | [ ۱ ]    |
| ۱۲ اوت ۴۲۱     | ۱۰:۴۷:۴۹           | ۷۷         | جزئی   | ۰٫۴۴۵۰ | —                   | ۶۹°۴۲′شمالی ۱۳۰°۰۶′غربی / ۶۹٫۷°شمالی ۱۳۰٫۱°غربی | —                      |                 | [ ۱ ]    |
| ۷ ژانویه ۴۲۰   | ۰۴:۱۲:۱۹           | ۴۴         | Total  | ۱٫۰۴۲۶ | ۰۳ دقیقه و ۴۶ ثانیه | ۳۰°۱۲′شمالی ۱۷۴°۴۲′غربی / ۳۰٫۲°شمالی ۱۷۴٫۷°غربی | ۲۳۸ کیلومتر (۱۴۸ مایل) |                 | [ ۱ ]    |
| ۲ ژوئیه ۴۲۰    | ۲۰:۰۶:۱۵           | ۴۹         | حلقه‌ای | ۰٫۹۵۱۷ | ۰۵ دقیقه و ۴۳ ثانیه | ۳۱°۵۴′جنوبی ۵۲°۴۸′غربی / ۳۱٫۹°جنوبی ۵۲٫۸°غربی   | ۳۱۲ کیلومتر (۱۹۴ مایل) |                 | [ ۱ ]    |
| ۲۷ دسامبر ۴۲۰  | ۱۹:۰۰:۲۲           | ۵۴         | مرکب   | ۱٫۰۱۶۰ | ۰۱ دقیقه و ۳۹ ثانیه | ۱۶°۱۲′جنوبی ۳۷°۳۰′غربی / ۱۶٫۲°جنوبی ۳۷٫۵°غربی   | ۵۵ کیلومتر (۳۴ مایل)   |                 | [ ۱ ]    |
| ۲۲ ژوئن ۴۱۹    | ۰۱:۴۲:۳۲           | ۵۹         | مرکب   | ۱٫۰۰۷۱ | ۰۰ دقیقه و ۴۶ ثانیه | ۲۲°۱۸′شمالی ۱۴۱°۰۶′غربی / ۲۲٫۳°شمالی ۱۴۱٫۱°غربی | ۲۵ کیلومتر (۱۶ مایل)   |                 | [ ۱ ]    |
| ۱۷ دسامبر ۴۱۹  | ۰۴:۲۸:۲۵           | ۶۴         | حلقه‌ای | ۰٫۹۵۶۴ | ۰۳ دقیقه و ۴۳ ثانیه | ۵۸°۴۸′جنوبی ۱۶۷°۱۸′شرقی / ۵۸٫۸°جنوبی ۱۶۷٫۳°شرقی | ۱۹۷ کیلومتر (۱۲۲ مایل) |                 | [ ۱ ]    |
| ۱۱ ژوئن ۴۱۸    | ۱۴:۳۰:۵۳           | ۶۹         | Total  | ۱٫۰۵۵۵ | ۰۳ دقیقه و ۳۲ ثانیه | ۶۷°۲۴′شمالی ۱°۱۲′شرقی / ۶۷٫۴°شمالی ۱٫۲°شرقی     | ۲۶۹ کیلومتر (۱۶۷ مایل) |                 | [ ۱ ]    |
| ۶ دسامبر ۴۱۸   | ۰۶:۳۴:۴۸           | ۷۴         | جزئی   | ۰٫۴۴۰۱ | —                   | ۶۳°۴۸′جنوبی ۰°۰۶′غربی / ۶۳٫۸°جنوبی ۰٫۱°غربی     | —                      |                 | [ ۱ ]    |
| ۲ مه ۴۱۷       | ۰۰:۴۷:۱۰           | ۴۱         | جزئی   | ۰٫۹۱۸۰ | —                   | ۶۱°۳۶′جنوبی ۶۴°۱۲′غربی / ۶۱٫۶°جنوبی ۶۴٫۲°غربی   | —                      |                 | [ ۱ ]    |
| ۳۱ مه ۴۱۷      | ۰۷:۲۸:۲۵           | ۷۹         | جزئی   | ۰٫۱۶۷۶ | —                   | ۶۳°۲۴′شمالی ۹°۱۲′غربی / ۶۳٫۴°شمالی ۹٫۲°غربی     | —                      |                 | [ ۱ ]    |
| ۲۵ اکتبر ۴۱۷   | ۱۱:۴۳:۵۷           | ۴۶         | جزئی   | ۰٫۸۷۱۸ | —                   | ۶۱°۱۲′شمالی ۱۳۶°۱۸′شرقی / ۶۱٫۲°شمالی ۱۳۶٫۳°شرقی | —                      |                 | [ ۱ ]    |
| ۲۱ آوریل ۴۱۶   | ۱۵:۱۲:۰۹           | ۵۱         | Total  | ۱٫۰۲۱۱ | ۰۲ دقیقه و ۰۰ ثانیه | ۷°۰۶′جنوبی ۲۵°۳۰′شرقی / ۷٫۱°جنوبی ۲۵٫۵°شرقی     | ۷۶ کیلومتر (۴۷ مایل)   |                 | [ ۱ ]    |
| ۱۴ اکتبر ۴۱۶   | ۱۹:۱۴:۵۵           | ۵۶         | مرکب   | ۱٫۰۰۳۱ | ۰۰ دقیقه و ۱۷ ثانیه | ۹°۱۲′شمالی ۳۷°۳۰′غربی / ۹٫۲°شمالی ۳۷٫۵°غربی     | ۱۱ کیلومتر (۶٫۸ مایل)  |                 | [ ۱ ]    |
| ۱۰ آوریل ۴۱۵   | ۲۲:۵۵:۲۱           | ۶۱         | حلقه‌ای | ۰٫۹۶۵۰ | ۰۳ دقیقه و ۲۵ ثانیه | ۲۹°۳۰′شمالی ۱۱۲°۴۲′غربی / ۲۹٫۵°شمالی ۱۱۲٫۷°غربی | ۱۴۰ کیلومتر (۸۷ مایل)  |                 | [ ۱ ]    |
| ۴ اکتبر ۴۱۵    | ۰۹:۰۷:۵۴           | ۶۶         | Total  | ۱٫۰۴۷۵ | ۰۳ دقیقه و ۴۷ ثانیه | ۲۲°۲۴′جنوبی ۹۴°۱۸′شرقی / ۲۲٫۴°جنوبی ۹۴٫۳°شرقی   | ۱۷۰ کیلومتر (۱۱۰ مایل) |                 | [ ۱ ]    |
| ۳۱ مارس ۴۱۴    | ۰۰:۱۲:۵۰           | ۷۱         | جزئی   | ۰٫۵۸۵۰ | —                   | ۶۰°۳۶′شمالی ۱۵۰°۴۲′شرقی / ۶۰٫۶°شمالی ۱۵۰٫۷°شرقی | —                      |                 | [ ۱ ]    |
| ۲۴ سپتامبر ۴۱۴ | ۰۱:۱۴:۱۰           | ۷۶         | جزئی   | ۰٫۸۶۷۱ | —                   | ۶۰°۴۸′جنوبی ۱۳۹°۰۰′شرقی / ۶۰٫۸°جنوبی ۱۳۹٫۰°شرقی | —                      |                 | [ ۱ ]    |
| ۱۸ فوریه ۴۱۳   | ۱۱:۲۵:۲۱           | ۴۳         | حلقه‌ای | ۰٫۹۶۸۳ | ۰۲ دقیقه و ۰۷ ثانیه | ۶۴°۴۲′جنوبی ۱۴۵°۲۴′شرقی / ۶۴٫۷°جنوبی ۱۴۵٫۴°شرقی | ۲۹۹ کیلومتر (۱۸۶ مایل) |                 | [ ۱ ]    |
| ۱۴ اوت ۴۱۳     | ۰۲:۳۹:۱۴           | ۴۸         | حلقه‌ای | ۰٫۹۷۶۵ | ۰۱ دقیقه و ۳۴ ثانیه | ۶۶°۴۲′شمالی ۹۱°۳۰′غربی / ۶۶٫۷°شمالی ۹۱٫۵°غربی   | ۱۹۰ کیلومتر (۱۲۰ مایل) |                 | [ ۱ ]    |
| ۶ فوریه ۴۱۲    | ۲۲:۰۴:۰۴           | ۵۳         | Total  | ۱٫۰۳۰۰ | ۰۲ دقیقه و ۳۸ ثانیه | ۲۵°۴۸′جنوبی ۷۷°۱۸′غربی / ۲۵٫۸°جنوبی ۷۷٫۳°غربی   | ۱۰۳ کیلومتر (۶۴ مایل)  |                 | [ ۱ ]    |
| ۳ اوت ۴۱۲      | ۰۶:۳۴:۲۶           | ۵۸         | حلقه‌ای | ۰٫۹۴۶۴ | ۰۶ دقیقه و ۰۵ ثانیه | ۲۸°۳۰′شمالی ۱۵۰°۵۴′شرقی / ۲۸٫۵°شمالی ۱۵۰٫۹°شرقی | ۲۰۰ کیلومتر (۱۲۰ مایل) |                 | [ ۱ ]    |
| ۲۷ ژانویه ۴۱۱  | ۱۳:۲۶:۵۵           | ۶۳         | Total  | ۱٫۰۵۲۵ | ۰۴ دقیقه و ۴۴ ثانیه | ۱۰°۴۲′شمالی ۳۷°۲۴′شرقی / ۱۰٫۷°شمالی ۳۷٫۴°شرقی   | ۲۰۳ کیلومتر (۱۲۶ مایل) |                 | [ ۱ ]    |
| ۲۳ ژوئیه ۴۱۱   | ۰۶:۴۷:۵۰           | ۶۸         | حلقه‌ای | ۰٫۹۴۵۶ | ۰۷ دقیقه و ۰۳ ثانیه | ۱۲°۴۲′جنوبی ۱۳۴°۱۲′شرقی / ۱۲٫۷°جنوبی ۱۳۴٫۲°شرقی | ۲۴۳ کیلومتر (۱۵۱ مایل) |                 | [ ۱ ]    |
| ۱۸ دسامبر ۴۱۱  | ۱۷:۰۴:۱۴           | ۳۵         | جزئی   | ۰٫۰۴۶۲ | —                   | ۶۶°۲۴′جنوبی ۱۶۳°۴۸′شرقی / ۶۶٫۴°جنوبی ۱۶۳٫۸°شرقی | —                      |                 | [ ۱ ]    |
| ۱۷ ژانویه ۴۱۰  | ۰۵:۰۲:۴۲           | ۷۳         | جزئی   | ۰٫۵۸۳۱ | —                   | ۶۳°۴۲′شمالی ۱۳۷°۲۴′شرقی / ۶۳٫۷°شمالی ۱۳۷٫۴°شرقی | —                      |                 | [ ۱ ]    |
| ۱۳ ژوئن ۴۱۰    | ۰۰:۱۴:۱۵           | ۴۰         | جزئی   | ۰٫۳۱۳۶ | —                   | ۶۷°۰۶′شمالی ۶۲°۴۲′شرقی / ۶۷٫۱°شمالی ۶۲٫۷°شرقی   | —                      |                 | [ ۱ ]    |
| ۱۲ ژوئیه ۴۱۰   | ۱۰:۴۶:۰۲           | ۷۸         | جزئی   | ۰٫۴۴۴۵ | —                   | ۶۴°۲۴′جنوبی ۵۶°۳۶′شرقی / ۶۴٫۴°جنوبی ۵۶٫۶°شرقی   | —                      |                 | [ ۱ ]    |
| ۸ دسامبر ۴۱۰   | ۰۰:۲۴:۲۳           | ۴۵         | حلقه‌ای | ۰٫۹۳۵۷ | ۰۴ دقیقه و ۲۷ ثانیه | ۸۶°۱۲′جنوبی ۱۵۶°۱۸′غربی / ۸۶٫۲°جنوبی ۱۵۶٫۳°غربی | ۵۵۷ کیلومتر (۳۴۶ مایل) |                 | [ ۱ ]    |
| ۱ ژوئن ۴۰۹     | ۱۴:۳۸:۵۴           | ۵۰         | Total  | ۱٫۰۶۸۹ | ۰۴ دقیقه و ۵۱ ثانیه | ۵۶°۱۸′شمالی ۱۸°۰۰′شرقی / ۵۶٫۳°شمالی ۱۸٫۰°شرقی   | ۲۷۴ کیلومتر (۱۷۰ مایل) |                 | [ ۱ ]    |
| ۲۶ نوامبر ۴۰۹  | ۰۰:۵۳:۱۹           | ۵۵         | حلقه‌ای | ۰٫۹۱۶۳ | ۱۰ دقیقه و ۲۲ ثانیه | ۳۳°۴۸′جنوبی ۱۳۲°۳۰′غربی / ۳۳٫۸°جنوبی ۱۳۲٫۵°غربی | ۳۲۷ کیلومتر (۲۰۳ مایل) |                 | [ ۱ ]    |
| ۲۲ مه ۴۰۸      | ۰۷:۵۵:۲۳           | ۶۰         | Total  | ۱٫۰۷۷۹ | ۰۷ دقیقه و ۱۳ ثانیه | ۹°۲۴′شمالی ۱۲۵°۳۰′شرقی / ۹٫۴°شمالی ۱۲۵٫۵°شرقی   | ۲۵۶ کیلومتر (۱۵۹ مایل) |                 | [ ۱ ]    |
| ۱۵ نوامبر ۴۰۸  | ۰۰:۲۷:۳۷           | ۶۵         | حلقه‌ای | ۰٫۹۳۳۲ | ۰۸ دقیقه و ۵۵ ثانیه | ۸°۴۲′شمالی ۱۲۰°۱۲′غربی / ۸٫۷°شمالی ۱۲۰٫۲°غربی   | ۲۷۸ کیلومتر (۱۷۳ مایل) |                 | [ ۱ ]    |
| ۱۱ مه ۴۰۷      | ۲۳:۲۳:۲۹           | ۷۰         | Total  | ۱٫۰۲۴۹ | ۰۱ دقیقه و ۵۶ ثانیه | ۵۴°۰۶′جنوبی ۸۸°۳۰′غربی / ۵۴٫۱°جنوبی ۸۸٫۵°غربی   | ۲۷۸ کیلومتر (۱۷۳ مایل) |                 | [ ۱ ]    |
| ۴ نوامبر ۴۰۷   | ۰۶:۰۴:۱۵           | ۷۵         | جزئی   | ۰٫۷۹۰۹ | —                   | ۷۰°۳۰′شمالی ۱۶۴°۱۲′غربی / ۷۰٫۵°شمالی ۱۶۴٫۲°غربی | —                      |                 | [ ۱ ]    |
| ۱ آوریل ۴۰۶    | ۱۹:۱۰:۵۱           | ۴۲         | حلقه‌ای | ۰٫۹۴۵۹ | —                   | ۷۱°۵۴′شمالی ۱۳۸°۴۸′غربی / ۷۱٫۹°شمالی ۱۳۸٫۸°غربی | —                      |                 | [ ۱ ]    |
| ۲۵ سپتامبر ۴۰۶ | ۰۸:۳۴:۰۹           | ۴۷         | Total  | ۱٫۰۴۳۵ | ۰۲ دقیقه و ۴۵ ثانیه | ۶۲°۵۴′جنوبی ۷۴°۴۲′شرقی / ۶۲٫۹°جنوبی ۷۴٫۷°شرقی   | ۴۴۰ کیلومتر (۲۷۰ مایل) |                 | [ ۱ ]    |
| ۲۰ مارس ۴۰۵    | ۱۹:۳۳:۱۵           | ۵۲         | حلقه‌ای | ۰٫۹۴۰۵ | ۰۷ دقیقه و ۳۲ ثانیه | ۱۳°۲۴′شمالی ۵۱°۱۸′غربی / ۱۳٫۴°شمالی ۵۱٫۳°غربی   | ۲۲۹ کیلومتر (۱۴۲ مایل) |                 | [ ۱ ]    |
| ۱۴ سپتامبر ۴۰۵ | ۰۰:۳۰:۵۹           | ۵۷         | Total  | ۱٫۰۴۱۲ | ۰۳ دقیقه و ۵۲ ثانیه | ۸°۵۴′جنوبی ۱۲۸°۱۸′غربی / ۸٫۹°جنوبی ۱۲۸٫۳°غربی   | ۱۴۲ کیلومتر (۸۸ مایل)  |                 | [ ۱ ]    |
| ۹ مارس ۴۰۴     | ۲۱:۵۸:۲۹           | ۶۲         | حلقه‌ای | ۰٫۹۷۰۲ | ۰۳ دقیقه و ۰۴ ثانیه | ۳۳°۰۰′جنوبی ۷۲°۱۲′غربی / ۳۳٫۰°جنوبی ۷۲٫۲°غربی   | ۱۲۱ کیلومتر (۷۵ مایل)  |                 | [ ۱ ]    |
| ۳ سپتامبر ۴۰۴  | ۱۲:۴۱:۲۸           | ۶۷         | حلقه‌ای | ۰٫۹۹۰۵ | ۰۰ دقیقه و ۵۴ ثانیه | ۳۷°۰۰′شمالی ۶۳°۴۲′شرقی / ۳۷٫۰°شمالی ۶۳٫۷°شرقی   | ۳۸ کیلومتر (۲۴ مایل)   |                 | [ ۱ ]    |
| ۲۸ ژانویه ۴۰۳  | ۲۱:۰۱:۴۳           | ۳۴         | جزئی   | ۰٫۰۷۴۶ | —                   | ۶۸°۴۸′شمالی ۹۰°۴۸′غربی / ۶۸٫۸°شمالی ۹۰٫۸°غربی   | —                      |                 | [ ۱ ]    |
| ۲۷ فوریه ۴۰۳   | ۰۷:۱۸:۵۸           | ۷۲         | جزئی   | ۰٫۶۹۲۶ | —                   | ۷۱°۰۶′جنوبی ۹۸°۵۴′غربی / ۷۱٫۱°جنوبی ۹۸٫۹°غربی   | —                      |                 | [ ۱ ]    |
| ۲۳ اوت ۴۰۳     | ۱۷:۵۳:۱۹           | ۷۷         | جزئی   | ۰٫۵۳۲۷ | —                   | ۷۰°۳۰′شمالی ۱۰۹°۴۲′شرقی / ۷۰٫۵°شمالی ۱۰۹٫۷°شرقی | —                      |                 | [ ۱ ]    |
| ۱۸ ژانویه ۴۰۲  | ۱۲:۵۲:۵۳           | ۴۴         | Total  | ۱٫۰۴۴۲ | ۰۳ دقیقه و ۴۹ ثانیه | ۳۲°۴۸′شمالی ۵۰°۳۶′شرقی / ۳۲٫۸°شمالی ۵۰٫۶°شرقی   | ۲۵۳ کیلومتر (۱۵۷ مایل) |                 | [ ۱ ]    |
| ۱۴ ژوئیه ۴۰۲   | ۰۲:۴۲:۵۵           | ۴۹         | حلقه‌ای | ۰٫۹۴۹۹ | ۰۵ دقیقه و ۲۶ ثانیه | ۴۱°۴۲′جنوبی ۱۵۷°۰۶′غربی / ۴۱٫۷°جنوبی ۱۵۷٫۱°غربی | ۴۲۷ کیلومتر (۲۶۵ مایل) |                 | [ ۱ ]    |
| ۸ ژانویه ۴۰۱   | ۰۳:۳۶:۴۱           | ۵۴         | مرکب   | ۱٫۰۱۵۲ | ۰۱ دقیقه و ۳۵ ثانیه | ۱۵°۰۶′جنوبی ۱۶۷°۱۲′غربی / ۱۵٫۱°جنوبی ۱۶۷٫۲°غربی | ۵۳ کیلومتر (۳۳ مایل)   |                 | [ ۱ ]    |
| ۲ ژوئیه ۴۰۱    | ۰۸:۴۳:۴۱           | ۵۹         | مرکب   | ۱٫۰۰۹۲ | ۰۱ دقیقه و ۰۱ ثانیه | ۱۸°۰۰′شمالی ۱۱۳°۱۸′شرقی / ۱۸٫۰°شمالی ۱۱۳٫۳°شرقی | ۳۲ کیلومتر (۲۰ مایل)   |                 | [ ۱ ]    |
| ۲۷ دسامبر ۴۰۱  | ۱۲:۴۶:۲۳           | ۶۴         | حلقه‌ای | ۰٫۹۵۴۹ | ۰۳ دقیقه و ۵۴ ثانیه | ۵۹°۲۴′جنوبی ۴۸°۳۰′شرقی / ۵۹٫۴°جنوبی ۴۸٫۵°شرقی   | ۲۰۳ کیلومتر (۱۲۶ مایل) |                 | [ ۱ ]    |